# Liste von SNES-Spielen
Diese Liste umfasst Spiele des Super Nintendo Entertainment Systems (SNES). Sie repräsentiert nur einen Teil der Spiele und erhebt daher keinen Anspruch auf Vollständigkeit.
| Titel | Jahr | Entwickler                                    | Publisher                               | Japan | Nordamerika        | Europa |
| --- | ---- | --------------------------------------------- | --------------------------------------- | ----- | ------------------ | ------ |
| 2020 Super Baseball | 1993 | SNK                                           | Tradewest                               |       | Vereinigte Staaten |        |
| 3 Ninjas Kick Back | 1994 | Malibu Interactive                            | Sony Imagesoft                          |       | Vereinigte Staaten |        |
| The 7th Saga (als Elnard in Japan) | 1993 | Produce                                       | Enix                                    | Japan | Vereinigte Staaten |        |
| 90 Minutes: European Prime Goal (als J.League Soccer Prime Goal 3 in Japan) | 1995 | namco                                         | Ocean Software                          | Japan |                    | Europa |
| ABC Monday Night Football | 1993 | Park Place Productions                        | Data East                               | Japan | Vereinigte Staaten |        |
| ACME Animation Factory | 1994 | Probe Studios                                 | Sunsoft                                 |       | Vereinigte Staaten | Europa |
| ActRaiser | 1990 | Quintet                                       | Enix                                    | Japan | Vereinigte Staaten | Europa |
| ActRaiser 2 (als ActRaiser 2: Chinmoku e no Seisen in Japan) | 1993 | Quintet                                       | Enix                                    | Japan | Vereinigte Staaten | Europa |
| The Addams Family | 1992 | Ocean Software                                | Ocean Software                          | Japan | Vereinigte Staaten | Europa |
| Addams Family Values | 1994 | Ocean Software                                | Ocean Software                          |       | Vereinigte Staaten | Europa |
| The Addams Family: Pugsley’s Scavenger Hunt | 1993 | Ocean Software                                | Ocean Software                          |       | Vereinigte Staaten | Europa |
| Advanced Dungeons & Dragons: Eye of the Beholder (als Eye of the Beholder in Japan) | 1994 | Strategic Simulations/Capcom                  | Capcom                                  | Japan | Vereinigte Staaten |        |
| The Adventures of Batman & Robin | 1994 | Konami                                        | Konami                                  |       | Vereinigte Staaten | Europa |
| The Adventures of Dr. Franken | 1994 | Motivetime                                    | DTMC                                    |       | Vereinigte Staaten | Europa |
| The Adventures of Mighty Max (als Mighty Max in Nordamerika) | 1995 | WJS Design                                    | Ocean Software                          |       | Vereinigte Staaten | Europa |
| The Adventures of Rocky and Bullwinkle and Friends | 1993 | Radical Entertainment                         | THQ                                     |       | Vereinigte Staaten |        |
| Aero Fighters (als Sonic Wings in Japan) | 1993 | Video System                                  | McO’River                               | Japan | Vereinigte Staaten |        |
| Aero the Acro-Bat | 1993 | Iguana Entertainment                          | Sunsoft                                 |       | Vereinigte Staaten | Europa |
| Aero the Acro-Bat 2 | 1994 | Iguana Entertainment                          | Sunsoft                                 |       | Vereinigte Staaten | Europa |
| Aerobiz (als Air Management: Oozora ni Kakeru in Japan) | 1992 | Koei                                          | Koei                                    | Japan | Vereinigte Staaten |        |
| Aerobiz Supersonic (als Air Management II: Koukuu Ou o Mezase in Japan) | 1993 | Koei                                          | Koei                                    | Japan | Vereinigte Staaten |        |
| Aguri Suzuki F-1 Super Driving (als Redline F-1 Racer in Nordamerika) (als Suzuki Aguri no F-1 Super Driving in Japan)                                                                              | 1993 | Absolute Entertainment                        | Absolute Entertainment                  | Japan | Vereinigte Staaten | Europa |
| Air Cavalry | 1995 | Synergistic Software                          | Cybersoft                               |       | Vereinigte Staaten | Europa |
| Al Unser Jr.’s Road to the Top | 1994 | Radical Entertainment                         | The Software Toolworks                  |       | Vereinigte Staaten | Europa |
| Alfred Chicken (als Super Alfred Chicken in Nordamerika) | 1994 | Twilight Games                                | Mindscape                               |       | Vereinigte Staaten | Europa |
| Alien 3 | 1993 | Probe Entertainment                           | Acclaim Entertainment                   | Japan | Vereinigte Staaten | Europa |
| Alien vs Predator (als Aliens vs. Predator in Japan) | 1993 | Jorudan                                       | IGS (JP) / Activision (NA, PAL)         | Japan | Vereinigte Staaten | Europa |
| All-American Championship Football | 1993 | Malibu Games                                  | THQ                                     |       |                    | Europa |
| American Gladiators | 1993 | Imagitec Design                               | GameTek                                 |       | Vereinigte Staaten |        |
| An American Tail: Fievel Goes West | 1994 | Hudson Soft                                   | Hudson Soft                             |       | Vereinigte Staaten | Europa |
| Andre Agassi Tennis | 1994 | TekMagik                                      | Radiance Software                       | Japan | Vereinigte Staaten |        |
| Animaniacs | 1994 | Konami                                        | Konami                                  | Japan | Vereinigte Staaten | Europa |
| Another World (als Out of this World in Nordamerika) (als Outer World in Japan) | 1992 | Delphine Software International               | Interplay Entertainment                 | Japan | Vereinigte Staaten | Europa |
| Arcade’s Greatest Hits: The Atari Collection 1 | 1997 | Digital Eclipse Software                      | Midway Games                            |       | Vereinigte Staaten | Europa |
| Arcana (als Card Master: Rimusaria no Fuuin in Japan) | 1992 | HAL Laboratory                                | HAL Laboratory                          | Japan | Vereinigte Staaten |        |
| Archer Maclean’s Super Dropzone | 1995 | Eurocom                                       | Psygnosis                               |       |                    | Europa |
| Ardy Lightfoot | 1996 | ASCII Corporation                             | Titus Interactive                       | Japan | Vereinigte Staaten | Europa |
| Arkanoid: Doh It Again | 1997 | Taito                                         | Nintendo                                | Japan | Vereinigte Staaten | Europa |
| Art of Fighting (als Ryuuko no Ken in Japan) | 1993 | SNK                                           | Takara                                  | Japan | Vereinigte Staaten | Europa |
| Asterix | 1993 | Infogrames                                    | Infogrames                              |       |                    | Europa |
| Asterix & Obelix | 1995 | Infogrames                                    | Infogrames                              |       |                    | Europa |
| Axelay | 1992 | Konami                                        | Konami                                  | Japan | Vereinigte Staaten | Europa |
| B.O.B. (als Space Funky B.O.B. in Japan) | 1993 | Gray Matter                                   | Electronic Arts                         | Japan | Vereinigte Staaten | Europa |
| Ballz 3D: Fighting at Its Ballziest (als 3-jigen Kakutou Ballz in Japan) | 1993 | PF Magic                                      | Accolade                                | Japan | Vereinigte Staaten |        |
| Barbie Super Model | 1993 | Software Creations                            | Hi Tech Expressions                     |       | Vereinigte Staaten |        |
| Barbie: Vacation Adventure | 1994 | Software Creations                            | Hi Tech Expressions                     |       | Vereinigte Staaten |        |
| Barkley Shut Up and Jam! (als Barkley no Power Dunk in Japan) | 1994 | Accolade                                      | Accolade                                | Japan | Vereinigte Staaten | Europa |
| Bass Masters Classic | 1995 | Malibu Games                                  | Malibu Games                            | Japan | Vereinigte Staaten |        |
| Bass Masters Classic: Pro Edition | 1996 | Black Pearl Software                          | Black Pearl Software                    |       | Vereinigte Staaten | Europa |
| Bassin’s Black Bass (als Super Black Bass 2 in Japan) | 1994 | Starfish                                      | Hot-B                                   | Japan | Vereinigte Staaten |        |
| Batman Forever | 1995 | Probe Entertainment                           | Acclaim Entertainment                   | Japan | Vereinigte Staaten | Europa |
| Batman Returns | 1993 | Konami                                        | Konami                                  | Japan | Vereinigte Staaten | Europa |
| Battle Blaze | 1993 | American Sammy                                | American Sammy                          | Japan | Vereinigte Staaten |        |
| Battle Cars | 1993 | Namco                                         | Namco                                   |       | Vereinigte Staaten |        |
| Battle Clash (als Space Bazooka in Japan) | 1992 | Intelligent Systems                           | Nintendo                                | Japan | Vereinigte Staaten | Europa |
| Battle Grand Prix | 1993 | Hudson Soft                                   | Hudson Soft                             | Japan | Vereinigte Staaten |        |
| Battletoads & Double Dragon | 1993 | Rare                                          | Tradewest                               |       | Vereinigte Staaten | Europa |
| Battletoads in Battlemaniacs | 1993 | Rare                                          | Tradewest                               | Japan | Vereinigte Staaten | Europa |
| Bazooka Blitzkrieg (als Destructive in Japan) | 1992 | Bandai                                        | Bandai                                  | Japan | Vereinigte Staaten |        |
| Beavis and Butt-head | 1994 | Realtime Associates                           | Viacom New Media                        |       | Vereinigte Staaten | Europa |
| Beethoven: The Ultimate Canine Caper | 1994 | Riedel Software Productions                   | Hi Tech Expressions                     |       | Vereinigte Staaten | Europa |
| Best of the Best: Championship Karate (als Super Kick Boxing: Best of the Best in Japan) | 1994 | Loriciel                                      | Electro Brain                           | Japan | Vereinigte Staaten | Europa |
| Big Sky Trooper | 1995 | LucasArts                                     | JVC                                     |       | Vereinigte Staaten | Europa |
| Biker Mice from Mars | 1994 | Konami                                        | Konami                                  |       | Vereinigte Staaten | Europa |
| Bill Laimbeer’s Combat Basketball | 1991 | Hudson Soft                                   | Hudson Soft                             |       | Vereinigte Staaten |        |
| Bill Walsh College Football | 1994 | EA Sports                                     | Visual Concepts                         |       | Vereinigte Staaten |        |
| BioMetal | 1993 | Athena                                        | Activision                              | Japan | Vereinigte Staaten | Europa |
| Blackhawk (als Blackthorne in Nordamerika) (als Blackthorne: Fukushuu no Kuroki Toge in Japan) | 1994 | Blizzard Entertainment                        | Interplay Entertainment                 | Japan | Vereinigte Staaten | Europa |
| BlaZeon: The Bio-Cyborg Challenge (als BlaZeon in Japan) | 1992 | AI                                            | Atlus                                   | Japan | Vereinigte Staaten |        |
| Blazing Skies (als Wings 2: Aces High in Nordamerika) (als Sky Mission in Japan) | 1992 | Namco                                         | Namco                                   | Japan | Vereinigte Staaten | Europa |
| The Blues Brothers | 1993 | Titus Software                                | Titus Software                          | Japan | Vereinigte Staaten | Europa |
| Boogerman: A Pick and Flick Adventure | 1995 | Interplay Entertainment                       | Interplay Entertainment                 |       | Vereinigte Staaten | Europa |
| Boxing Legends of the Ring (als Final Knockout in Japan) (als Chavez II in Mexiko) | 1993 | Sculptured Software                           | Electro Brain                           | Japan | Vereinigte Staaten | Europa |
| Brain Lord | 1994 | Produce                                       | Enix                                    | Japan | Vereinigte Staaten |        |
| The Brainies | 1996 | Titus Software                                | Titus Software                          |       | Vereinigte Staaten | Europa |
| Bram Stoker’s Dracula | 1993 | Psygnosis                                     | Sony Imagesoft                          |       | Vereinigte Staaten | Europa |
| Brandish | 1995 | Nihon Falcom                                  | Koei                                    | Japan | Vereinigte Staaten |        |
| Brawl Brothers: Rival Turf! 2 (als Brawl Brothers in Nordamerika) (als Rushing Beat Ran: Fukusei Toshi in Japan)                                                                                    | 1993 | Jaleco                                        | Jaleco                                  | Japan | Vereinigte Staaten | Europa |
| BreakThru! | 1994 | Artech Digital Entertainment                  | Spectrum Holobyte                       |       | Vereinigte Staaten |        |
| Breath of Fire (als Breath of Fire: Ryuu no Senshi in Japan) | 1993 | Capcom                                        | Square                                  | Japan | Vereinigte Staaten |        |
| Breath of Fire II (als Breath of Fire II: Shimei no Ko in Japan) | 1994 | Capcom                                        | Capcom                                  | Japan | Vereinigte Staaten | Europa |
| Brett Hull Hockey | 1994 | Radical Entertainment                         | Accolade                                |       | Vereinigte Staaten | Europa |
| Brett Hull Hockey ’95 | 1995 | Radical Entertainment                         | Accolade                                |       | Vereinigte Staaten |        |
| Bronkie the Bronchiasaurus | 1995 | WaveQuest                                     | Raya Systems                            |       | Vereinigte Staaten |        |
| Brunswick World Tournament of Champions | 1997 | Tiertex                                       | THQ                                     |       | Vereinigte Staaten |        |
| Brutal: Paws of Fury (als Animal Buranden: Brutal in Japan) | 1994 | Eurocom                                       | GameTek                                 | Japan | Vereinigte Staaten | Europa |
| Bubsy II | 1994 | Accolade                                      | Accolade                                |       | Vereinigte Staaten | Europa |
| Bubsy in: Claws Encounters of the Furred Kind (als Yamaneko Bubsy no Daibouken in Japan) | 1993 | Accolade                                      | Accolade                                | Japan | Vereinigte Staaten | Europa |
| Bugs Bunny: Rabbit Rampage (als Bugs Bunny: Hachamecha Daibouken in Japan) | 1994 | Sunsoft                                       | Sunsoft                                 | Japan | Vereinigte Staaten | Europa |
| Bulls vs Blazers and the NBA Playoffs (als NBA Pro Basketball: Bulls vs Blazers in Japan) | 1992 | Electronic Arts                               | EA Sports                               | Japan | Vereinigte Staaten | Europa |
| Bébé’s Kids | 1994 | Radical Entertainment                         | Motown Software                         |       | Vereinigte Staaten |        |
| Cacoma Knight in Bizyland (als Cacoma Knight in Japan) | 1993 | SETA                                          | SETA                                    | Japan | Vereinigte Staaten |        |
| Cal Ripken Jr. Baseball | 1992 | Mindscape                                     | Mindscape                               |       | Vereinigte Staaten | Europa |
| California Games II | 1992 | Silicon Sorcery                               | DTMC                                    | Japan | Vereinigte Staaten | Europa |
| Cannon Fodder | 1994 | Sensible Software                             | Virgin Interactive                      |       |                    | Europa |
| Capcom’s MVP Football | 1992 | Equilibrium                                   | Capcom                                  |       | Vereinigte Staaten |        |
| Captain America and The Avengers | 1994 | Mindscape                                     | Mindscape                               |       | Vereinigte Staaten | Europa |
| Captain Commando | 1995 | Capcom                                        | Capcom                                  | Japan | Vereinigte Staaten | Europa |
| Captain Novolin | 1992 | Sculptured Software                           | Raya Systems                            |       | Vereinigte Staaten |        |
| Carrier Aces | 1995 | Synergistic Software                          | Cybersoft                               | Japan | Vereinigte Staaten | Europa |
| Casper | 1997 | Absolute Entertainment                        | Natsume                                 |       | Vereinigte Staaten | Europa |
| Casper | 1997 | KSS                                           | Natsume                                 | Japan |                    |        |
| Castlevania: Vampire’s Kiss (als Castlevania: Dracula X in Nordamerika) (als Akumajou Dracula XX in Japan)                                                                                          | 1995 | Konami                                        | Konami                                  | Japan | Vereinigte Staaten | Europa |
| Champions: World Class Soccer | 1994 | Park Place Productions                        | Acclaim Entertainment                   | Japan | Vereinigte Staaten | Europa |
| Championship Pool (als Super Billiard: Championship Pool in Japan) | 1993 | Bitmasters                                    | Mindscape                               | Japan | Vereinigte Staaten | Europa |
| The Chaos Engine (als Soldiers of Fortune in USA) | 1993 | Bitmap Brothers                               | Spectrum Holobyte                       |       | Vereinigte Staaten | Europa |
| The Chessmaster | 1991 | Mindscape                                     | Mindscape                               | Japan | Vereinigte Staaten | Europa |
| Chester Cheetah: Too Cool to Fool | 1993 | Kaneko                                        | Kaneko                                  |       | Vereinigte Staaten |        |
| Chester Cheetah: Wild Wild Quest | 1994 | Kaneko                                        | Kaneko                                  |       | Vereinigte Staaten |        |
| Choplifter III (als Choplifter III: Rescue-Survive in Nordamerika und Japan) | 1994 | Beam Software                                 | Extreme Entertainment Group             | Japan | Vereinigte Staaten | Europa |
| Chrono Trigger | 1995 | Square                                        | Square                                  | Japan | Vereinigte Staaten |        |
| Chuck Rock | 1993 | Core Design                                   | Sony Imagesoft                          |       | Vereinigte Staaten | Europa |
| Clay Fighter | 1993 | Visual Concepts                               | Interplay Entertainment                 |       | Vereinigte Staaten | Europa |
| Clay Fighter 2: Judgment Clay | 1995 | Interplay Entertainment                       | Interplay Entertainment                 |       | Vereinigte Staaten | Europa |
| Clay Fighter: Tournament Edition | 1994 | Visual Concepts                               | Interplay Entertainment                 |       | Vereinigte Staaten |        |
| Claymates | 1993 | Visual Concepts                               | Interplay Entertainment                 |       | Vereinigte Staaten | Europa |
| Cliffhanger | 1993 | Sony Imagesoft                                | Sony Imagesoft                          |       | Vereinigte Staaten | Europa |
| Clue | 1992 | Sculptured Software                           | Parker Brothers                         |       | Vereinigte Staaten |        |
| College Football USA ’97 | 1996 | Black Pearl Software                          | EA Sports                               |       | Vereinigte Staaten |        |
| College Slam | 1996 | Iguana Entertainment                          | Acclaim Entertainment                   |       | Vereinigte Staaten |        |
| The Combatribes | 1993 | Technōs Japan                                 | American Technōs                        | Japan | Vereinigte Staaten |        |
| Congo’s Caper (als Tatakae Genshijin 2: Rookie no Bouken in Japan) | 1993 | Data East                                     | Data East                               | Japan | Vereinigte Staaten | Europa |
| Cool Spot | 1992 | Virgin Interactive                            | Virgin Interactive                      | Japan | Vereinigte Staaten | Europa |
| Cool World | 1993 | Ocean Software                                | Ocean Software                          |       | Vereinigte Staaten | Europa |
| Cutthroat Island | 1996 | Software Creations (UK)                       | Acclaim Entertainment/LJN               |       | Vereinigte Staaten | Europa |
| Cyber Spin (als Shinseiki GPX Cyber Formula in Japan) | 1992 | Takara                                        | Takara                                  | Japan | Vereinigte Staaten |        |
| Cybernator (als Juusou Kihei Valken in Japan) | 1993 | NCS                                           | Konami                                  | Japan | Vereinigte Staaten | Europa |
| D-Force (als Dimension-Force in Japan) | 1991 | Asmik Ace Entertainment                       | Asmik Ace Entertainment                 | Japan | Vereinigte Staaten |        |
| Daffy Duck: The Marvin Missions | 1993 | ICOM Simulations                              | Sunsoft                                 |       | Vereinigte Staaten | Europa |
| Darius Twin | 1991 | Taito                                         | Taito                                   | Japan | Vereinigte Staaten | Europa |
| David Crane’s Amazing Tennis | 1992 | David Crane                                   | Absolute Entertainment                  | Japan | Vereinigte Staaten | Europa |
| Daze Before Christmas | 1994 | Funcom                                        | Sunsoft                                 |       |                    | Europa |
| The Death and Return of Superman | 1994 | Blizzard Entertainment                        | Sunsoft                                 | Japan | Vereinigte Staaten | Europa |
| Demolition Man | 1995 | Virgin Interactive                            | Acclaim Entertainment                   |       | Vereinigte Staaten | Europa |
| Demon’s Crest (als Demon’s Blazon: Makai Mura Monshou Hen in Japan) | 1994 | Capcom                                        | Capcom                                  | Japan | Vereinigte Staaten | Europa |
| Dennis (als Dennis the Menace in Nordamerika) | 1994 | Ocean Software                                | Ocean Software                          |       | Vereinigte Staaten | Europa |
| Desert Fighter (als A.S.P.: Air Strike Patrol in Nordamerika) (als Desert Fighter: Suna no Arashi Sakusen in Japan)                                                                                 | 1994 | Seta                                          | Seta                                    | Japan | Vereinigte Staaten | Europa |
| Desert Strike: Return to the Gulf (als Desert Strike: Wangan Sakusen in Japan) | 1992 | Visual Concepts                               | Electronic Arts                         | Japan | Vereinigte Staaten | Europa |
| Dig & Spike Volleyball (als Volleyball Twin in Japan) | 1993 | Hudson Soft                                   | Hudson Soft                             | Japan | Vereinigte Staaten |        |
| Dino City (als Dinowars: Kyouryuu Oukoku e no Daibouken in Japan) | 1992 | Irem                                          | Irem                                    | Japan | Vereinigte Staaten | Europa |
| Dino Dini’s Soccer | 1994 | Eurocom                                       | Virgin Interactive                      |       |                    | Europa |
| Dirt Racer | 1995 | MotiveTime                                    | Elite Systems                           |       |                    | Europa |
| Dirt Trax FX | 1995 | Sculptured Software                           | Acclaim Entertainment                   |       | Vereinigte Staaten | Europa |
| Disney’s Aladdin | 1994 | Capcom                                        | Capcom                                  | Japan | Vereinigte Staaten | Europa |
| Disney’s Beauty and the Beast (als Bijo to Yajuu in Japan) | 1994 | Hudson Soft                                   | Hudson Soft                             | Japan | Vereinigte Staaten | Europa |
| Disney’s Bonkers (als Bonkers: Hollywood Daisakusen! in Japan) | 1994 | Capcom                                        | Capcom                                  | Japan | Vereinigte Staaten |        |
| Disney’s Goof Troop (als Goofy to Max: Kaizoku-jima no Daibouken in Japan) | 1993 | Capcom                                        | Capcom                                  | Japan | Vereinigte Staaten | Europa |
| Disney’s The Jungle Book | 1994 | Virgin Interactive                            | Virgin Interactive                      | Japan | Vereinigte Staaten | Europa |
| Donald in Maui Mallard (als Maui Mallard in Cold Shadow in Nordamerika) (als Donald Duck no Maui Mallard in Japan)                                                                                  | 1996 | Eurocom Entertainment Software                | Nintendo                                | Japan | Vereinigte Staaten | Europa |
| Donkey Kong Country (als Super Donkey Kong in Japan) | 1994 | Rare                                          | Nintendo                                | Japan | Vereinigte Staaten | Europa |
| Donkey Kong Country 2: Diddy’s Kong Quest (als Super Donkey Kong 2: Dixie & Diddy in Japan) | 1995 | Rare                                          | Nintendo                                | Japan | Vereinigte Staaten | Europa |
| Donkey Kong Country 3: Dixie Kong’s Double Trouble! (als Super Donkey Kong 3: Nazo no Krems-tou in Japan)                                                                                           | 1996 | Rare                                          | Nintendo                                | Japan | Vereinigte Staaten | Europa |
| Doom | 1995 | Sculptured Software                           | Williams Entertainment                  | Japan | Vereinigte Staaten | Europa |
| Doom Troopers: Mutant Chronicles | 1995 | Adrenalin Interactive                         | Playmates                               |       | Vereinigte Staaten |        |
| Doomsday Warrior (als Taiketsu!! Brass Numbers in Japan) | 1993 | Telenet                                       | Renovation Products                     | Japan | Vereinigte Staaten |        |
| Double Dragon V: The Shadow Falls | 1994 | Leland Interactive Media                      | Tradewest                               |       | Vereinigte Staaten | Europa |
| Dragon Ball Z: Hyper Dimension | 1996 | Bandai                                        | Bandai                                  | Japan |                    | Europa |
| Dragon Ball Z: Super Butōden | 1993 | Bandai                                        | Bandai                                  | Japan |                    | Europa |
| Dragon Ball Z: Super Butōden 2 (als Dragon Ball Z: La Legende Saien in Frankreich) | 1993 | Bandai                                        | Bandai                                  | Japan |                    | Europa |
| Dragon Ball Z: Super Butōden 3 (als Dragon Ball Z: Ultime Menace in Frankreich) (als Dragon Ball Z: Chomutujeon in Südkorea)                                                                        | 1994 | Bandai                                        | Bandai                                  | Japan |                    | Europa |
| Dragon View (als Super Drakkhen in Japan) | 1994 | Infogrames                                    | Kemco                                   | Japan | Vereinigte Staaten |        |
| Dragon: The Bruce Lee Story | 1995 | Virgin Interactive                            | Acclaim Entertainment                   |       | Vereinigte Staaten | Europa |
| Dragon’s Lair (als Dragon’s Magic in Japan) | 1993 | MotiveTime                                    | Data East                               | Japan | Vereinigte Staaten | Europa |
| Drakkhen | 1991 | Infogrames                                    | Kemco                                   | Japan | Vereinigte Staaten | Europa |
| Dream T.V. | 1993 | Triffix                                       | Triffix                                 |       | Vereinigte Staaten |        |
| The Duel: Test Drive II | 1992 | Distinctive Software                          | Accolade                                |       | Vereinigte Staaten | Europa |
| Dungeon Master | 1993 | Software Heaven/FTL Games                     | JVC                                     | Japan | Vereinigte Staaten | Europa |
| E.V.O.: Search for Eden (als 46 Okunen Monogatari: Harukanaru Eden e in Japan) | 1993 | Almanic                                       | Enix                                    | Japan | Vereinigte Staaten |        |
| Earth Defense Force (als Super E.D.F. in Japan) | 1992 | Jaleco                                        | Jaleco                                  | Japan | Vereinigte Staaten | Europa |
| EarthBound (als Mother 2: Gyiyg no Gyakushuu in Japan) | 1994 | HAL Laboratory/Ape, Inc.                      | Nintendo                                | Japan | Vereinigte Staaten |        |
| Earthworm Jim | 1994 | Shiny Entertainment                           | Playmates                               | Japan | Vereinigte Staaten | Europa |
| Earthworm Jim 2 | 1995 | Shiny Entertainment                           | Playmates                               |       | Vereinigte Staaten | Europa |
| Eek! The Cat | 1994 | CTA Developments                              | Ocean Software                          |       | Vereinigte Staaten | Europa |
| Emmitt Smith Football | 1995 | Bitmasters                                    | JVC                                     |       | Vereinigte Staaten |        |
| Equinox (als Solstice II in Japan) | 1994 | Software Creations                            | Sony Imagesoft                          | Japan | Vereinigte Staaten | Europa |
| ESPN Baseball Tonight | 1994 | Park Place Productions                        | Sony Imagesoft                          |       | Vereinigte Staaten | Europa |
| ESPN National Hockey Night | 1993 | Sony Imagesoft                                | Sony Imagesoft                          |       | Vereinigte Staaten |        |
| ESPN Speedworld | 1994 | Sony Imagesoft                                | Sony Imagesoft                          |       | Vereinigte Staaten |        |
| ESPN Sunday Night NFL | 1994 | Absolute Entertainment                        | Sony Imagesoft                          |       | Vereinigte Staaten |        |
| Euro Football Champ (als Super Soccer Champ in Nordamerika USA) (als Hat Trick Hero in Japan) | 1992 | Taito                                         | Taito                                   | Japan | Vereinigte Staaten | Europa |
| Exertainment Mountain Bike Rally (als Cannondale Cup als Neuauflage) | 1994 | Radical Entertainment                         | Life Fitness Entertainment              |       | Vereinigte Staaten |        |
| Exhaust Heat (als F1-ROC: Race of Champions in Nordamerika) | 1992 | SETA                                          | SETA                                    | Japan | Vereinigte Staaten | Europa |
| Exhaust Heat II: F1 Driver e no Kiseki (als F1-ROC II: Race of Champions in Nordamerika) | 1994 | SETA                                          | SETA                                    | Japan | Vereinigte Staaten |        |
| Extra Innings (als Hakunetsu Pro Yakyuu: Ganba League in Japan) | 1992 | Sony Imagesoft                                | Sony Imagesoft                          | Japan | Vereinigte Staaten |        |
| F-Zero | 1990 | Nintendo                                      | Nintendo                                | Japan | Vereinigte Staaten | Europa |
| F1 Pole Position (als Human Grand Prix in Japan) | 1993 | Human Entertainment                           | Ubisoft                                 | Japan | Vereinigte Staaten | Europa |
| F1 Pole Position 2 (als Human Grand Prix II in Japan) | 1993 | Human Entertainment                           | Ubisoft                                 | Japan |                    | Europa |
| F1 World Championship Edition | 1995 | Domark                                        | Acclaim Entertainment                   |       |                    | Europa |
| Faceball 2000 | 1992 | Xanth Software                                | Bullet Proof Software                   |       | Vereinigte Staaten |        |
| Family Dog | 1993 | Imagineering                                  | Malibu Games                            |       | Vereinigte Staaten | Europa |
| Family Feud | 1993 | Imagineering                                  | GameTek                                 |       | Vereinigte Staaten |        |
| Fatal Fury (als Garou Densetsu: Shukumei no Tatakai in Japan) | 1992 | SNK                                           | Takara                                  | Japan | Vereinigte Staaten | Europa |
| Fatal Fury 2 (als Garou Densetsu 2: Aratanaru Tatakai in Japan) | 1993 | SNK                                           | Takara                                  | Japan | Vereinigte Staaten | Europa |
| Fatal Fury Special (als Garou Densetsu Special in Japan) | 1994 | SNK                                           | Takara                                  | Japan | Vereinigte Staaten | Europa |
| Fever Pitch Soccer (als Head-On Soccer in Nordamerika) | 1995 | U.S. Gold                                     | U.S. Gold                               |       | Vereinigte Staaten | Europa |
| FIFA 97: Gold Edition (als FIFA Soccer ’97 in Nordamerika) | 1996 | Electronic Arts                               | EA Sports                               |       | Vereinigte Staaten | Europa |
| FIFA 98: Road to World Cup (als FIFA 98: A Caminho Da Copa in Brasilien) | 1997 | Electronic Arts                               | EA Sports                               |       |                    | Europa |
| FIFA International Soccer | 1994 | Extended Play Productions                     | EA Sports                               | Japan | Vereinigte Staaten | Europa |
| FIFA Soccer ’96 | 1995 | Extended Play Productions/Probe Entertainment | EA Sports                               |       | Vereinigte Staaten | Europa |
| Fighter’s History | 1994 | Data East                                     | Data East                               | Japan | Vereinigte Staaten |        |
| Final Fantasy IV (als Final Fantasy II in Nordamerika) | 1991 | Square                                        | Square                                  | Japan | Vereinigte Staaten |        |
| Final Fantasy V | 1992 | Square                                        | Square                                  | Japan |                    |        |
| Final Fantasy VI (als Final Fantasy III in Nordamerika) | 1994 | Square                                        | Square                                  | Japan | Vereinigte Staaten |        |
| Final Fight | 1991 | Capcom                                        | Capcom                                  | Japan | Vereinigte Staaten | Europa |
| Final Fight 2 | 1993 | Capcom                                        | Capcom                                  | Japan | Vereinigte Staaten | Europa |
| Final Fight 3 (als Final Fight Tough in Japan) | 1995 | Capcom                                        | Capcom                                  | Japan | Vereinigte Staaten | Europa |
| Final Fight Guy | 1992 | Capcom                                        | Capcom                                  | Japan | Vereinigte Staaten |        |
| Fire Emblem: Seisen no Keifu | 1996 | Intelligent Systems                           | Nintendo                                | Japan |                    |        |
| The Firemen | 1994 | Human Entertainment                           | Human Entertainment                     | Japan |                    | Europa |
| Firestriker (als Holy Striker in Japan) | 1994 | Axes Art Amuse                                | DTMC                                    | Japan | Vereinigte Staaten |        |
| First Samurai | 1993 | Kemco                                         | Kemco                                   | Japan | Vereinigte Staaten | Europa |
| Flashback (als Flashback: The Quest for Identity in Nordamerika) | 1994 | Delphine Software International               | U.S. Gold                               | Japan | Vereinigte Staaten | Europa |
| The Flintstones | 1995 | Ocean Software                                | Ocean Software                          |       | Vereinigte Staaten | Europa |
| The Flintstones: The Treasure of Sierra Madrock | 1994 | Taito                                         | Taito                                   | Japan | Vereinigte Staaten | Europa |
| Football Fury (als Ultimate Football in Japan) | 1993 | American Sammy                                | American Sammy                          | Japan | Vereinigte Staaten |        |
| Foreman for Real | 1995 | Software Creations                            | Acclaim Entertainment                   | Japan | Vereinigte Staaten | Europa |
| Frank Thomas’ Big Hurt Baseball | 1995 | Iguana Entertainment                          | Acclaim Entertainment                   | Japan | Vereinigte Staaten | Europa |
| Frantic Flea | 1996 | Haus Teknikka                                 | GameTek                                 |       | Vereinigte Staaten | Europa |
| Frogger | 1998 | Morning Star Multimedia                       | Majesco Entertainment                   |       | Vereinigte Staaten |        |
| Full Throttle: All-American Racing (als Full Power in Japan) | 1995 | Gremlin Interactive                           | GameTek                                 | Japan | Vereinigte Staaten | Europa |
| Fun ’n’ Games | 1994 | Leland Interactive Media                      | Tradewest                               |       | Vereinigte Staaten | Europa |
| Garry Kitchen’s Super Battletank (als Garry Kitchen’s Super Battletank: War in the Gulf in Nordamerika) (als Super Battletank in Japan)                                                             | 1992 | Absolute Entertainment                        | Absolute Entertainment                  | Japan | Vereinigte Staaten | Europa |
| Gemfire (als Super Royal Blood in Japan) | 1992 | Koei                                          | Koei                                    | Japan | Vereinigte Staaten |        |
| Genghis Khan II: Clan of the Gray Wolf (als Super Aoki Ookami to Shiroki Mejika: Genchou Hishi in Japan)                                                                                            | 1993 | Koei                                          | Koei                                    | Japan | Vereinigte Staaten |        |
| George Foreman’s KO Boxing | 1992 | Beam Software                                 | Acclaim Entertainment                   |       | Vereinigte Staaten | Europa |
| Ghoul Patrol | 1994 | LucasArts                                     | JVC                                     | Japan | Vereinigte Staaten | Europa |
| Gods | 1992 | Bitmap Brothers                               | Mindscape                               |       | Vereinigte Staaten | Europa |
| GP-1 | 1993 | Atlus                                         | Atlus                                   | Japan | Vereinigte Staaten | Europa |
| GP-1: Part II (als GP-1 RS: Rapid Stream in Japan) | 1994 | Atlus                                         | Atlus                                   | Japan | Vereinigte Staaten |        |
| Gradius III | 1990 | Konami                                        | Konami                                  | Japan | Vereinigte Staaten |        |
| The Great Circus Mystery Starring Mickey & Minnie (als Mickey to Minnie: Magical Adventure 2 in Japan)                                                                                              | 1994 | Capcom                                        | Capcom                                  | Japan | Vereinigte Staaten | Europa |
| The Great Waldo Search | 1993 | Radiance Software                             | THQ                                     |       | Vereinigte Staaten |        |
| GunForce | 1992 | Bits Studios                                  | Irem                                    | Japan | Vereinigte Staaten |        |
| Hagane: The Final Conflict (als Hagane in Japan) | 1995 | Red Entertainment                             | Hudson Soft                             | Japan | Vereinigte Staaten | Europa |
| HAL’s Hole in One Golf (als Jumbo Ozaki no Hole in One in Japan) | 1991 | HAL Laboratory                                | HAL Laboratory                          | Japan | Vereinigte Staaten | Europa |
| Hammer Lock Wrestling (als Tenryuu Genichirou no Pro Wres Revolution in Japan) | 1994 | Jaleco                                        | Jaleco                                  | Japan | Vereinigte Staaten |        |
| Hanna Barbera’s Turbo Toons | 1994 | Empire Interactive                            | Entertainment International UK          |       |                    | Europa |
| Hardball III | 1994 | Accolade                                      | Accolade                                |       | Vereinigte Staaten |        |
| Harley’s Humongous Adventure (als Kagakusha Harley no Haran Banjou in Japan) | 1993 | Visual Concepts                               | Hi Tech Expressions                     | Japan | Vereinigte Staaten | Europa |
| Harvest Moon (als Bokujou Monogatari in Japan) | 1997 | Pack-In-Video                                 | Natsume                                 | Japan | Vereinigte Staaten | Europa |
| Hebereke’s Popoitto (als Popoitto Hebereke in Japan) | 1995 | Sunsoft                                       | Sunsoft                                 | Japan |                    | Europa |
| Hebereke’s Popoon (als Hebereke no Popoon in Japan) | 1994 | Sunsoft                                       | Sunsoft                                 | Japan |                    | Europa |
| Hit the Ice: VHL - The Official Video Hockey League | 1993 | Taito                                         | Taito                                   |       | Vereinigte Staaten |        |
| Home Alone | 1991 | Altron                                        | THQ                                     | Japan | Vereinigte Staaten | Europa |
| Home Alone 2: Lost in New York | 1992 | Imagineering                                  | THQ                                     |       | Vereinigte Staaten | Europa |
| Home Improvement: Power Tool Pursuit! | 1994 | Absolute Entertainment                        | Absolute Entertainment                  |       | Vereinigte Staaten |        |
| Hong Kong 97 | 1995 | HappySoft                                     | HappySoft                               | Japan |                    |        |
| Hook | 1992 | Ukiyotei                                      | Sony Imagesoft                          | Japan | Vereinigte Staaten | Europa |
| The Humans | 1993 | Imagitec Design                               | GameTek                                 |       |                    | Europa |
| Hungry Dinosaurs (als Harapeko Bakka in Japan) | 1995 | Magical Company                               | Sunsoft                                 | Japan |                    | Europa |
| The Hunt for Red October (als Red October in Japan) | 1993 | Riedel Software Productions                   | Hi Tech Expressions                     | Japan | Vereinigte Staaten | Europa |
| Hurricanes | 1994 | Probe Entertainment                           | U.S. Gold                               |       | Vereinigte Staaten | Europa |
| Hyper V-Ball (als Super Volley II in Japan) | 1994 | Video System                                  | Video System                            | Japan | Vereinigte Staaten | Europa |
| HyperZone | 1991 | HAL Laboratory                                | HAL Laboratory                          | Japan | Vereinigte Staaten | Europa |
| The Ignition Factor (als Fire Fighting in Japan) | 1995 | Jaleco                                        | Jaleco                                  | Japan | Vereinigte Staaten |        |
| Illusion of Time (als Illusion of Gaia in Nordamerika) (als Gaia Gensouki in Japan) | 1993 | Quintet                                       | Nintendo                                | Japan | Vereinigte Staaten | Europa |
| Imperium (als Kidou Soukou Dion in Japan) | 1992 | Vic Tokai                                     | Vic Tokai                               | Japan | Vereinigte Staaten |        |
| Incantation | 1996 | Titus Software                                | Titus Software                          |       | Vereinigte Staaten | Europa |
| The Incredible Crash Dummies (als The Incredible Crash Dummies: Dr. Zabu o Sukuidase in Japan) | 1993 | Gray Matter                                   | LJN                                     | Japan | Vereinigte Staaten | Europa |
| The Incredible Hulk | 1994 | Probe Entertainment                           | U.S. Gold                               |       | Vereinigte Staaten | Europa |
| Indiana Jones’ Greatest Adventures | 1994 | Factor 5                                      | JVC                                     | Japan | Vereinigte Staaten | Europa |
| Inindo: Way of the Ninja (als Super Inindou: Datou Nobunaga in Japan) | 1993 | Koei                                          | Koei                                    | Japan | Vereinigte Staaten |        |
| Inspector Gadget | 1993 | Hudson Soft                                   | Hudson Soft                             |       | Vereinigte Staaten |        |
| International Superstar Soccer (als Jikkyou World Soccer: Perfect Eleven in Japan) | 1995 | Konami                                        | Konami                                  | Japan | Vereinigte Staaten | Europa |
| International Superstar Soccer Deluxe (als Jikkyou World Soccer 2: Fighting Eleven in Japan) | 1995 | Konami                                        | Konami                                  | Japan | Vereinigte Staaten | Europa |
| International Tennis Tour | 1993 | Loriciel                                      | Taito                                   | Japan | Vereinigte Staaten | Europa |
| The Itchy & Scratchy Game | 1995 | Bits Studios                                  | Acclaim Entertainment                   |       | Vereinigte Staaten | Europa |
| Izzy’s Quest for the Olympic Rings | 1995 | Alexandria                                    | U.S. Gold                               |       | Vereinigte Staaten | Europa |
| J.R.R. Tolkien’s The Lord of the Rings: Volume One | 1994 | Interplay Entertainment                       | Interplay Entertainment                 |       | Vereinigte Staaten | Europa |
| Jack Nicklaus Golf | 1992 | Tradewest                                     | Tradewest                               |       | Vereinigte Staaten | Europa |
| James Bond Jr. | 1992 | Gray Matter                                   | THQ                                     |       | Vereinigte Staaten | Europa |
| James Pond’s Crazy Sports (als The Super Aquatic Games Starring the Aquabats in Japan) | 1993 | Millennium Interactive                        | Seika Corp.                             |       | Vereinigte Staaten | Europa |
| Jelly Boy | 1991 | Probe Entertainment                           | Ocean Software                          |       |                    | Europa |
| Jeopardy! | 1992 | Imagineering                                  | GameTek                                 |       | Vereinigte Staaten |        |
| Jeopardy! Deluxe Edition | 1994 | GameTek                                       | GameTek                                 |       | Vereinigte Staaten |        |
| Jeopardy! Sports Edition | 1994 | GameTek                                       | GameTek                                 |       | Vereinigte Staaten |        |
| The Jetsons: Invasion of the Planet Pirates (als Youkai Buster: Ruka no Daibouken in Japan) | 1994 | Sting Entertainment                           | Taito                                   | Japan | Vereinigte Staaten |        |
| Jim Lee’s WildC.A.T.S: Covert Action Teams | 1995 | Beam Software                                 | Playmates                               |       | Vereinigte Staaten |        |
| Jim Power: The Lost Dimension in 3D | 1993 | Loriciel                                      | Electro Brain                           |       | Vereinigte Staaten |        |
| Jimmy Connors Pro Tennis Tour | 1992 | Blue Byte Software                            | Ubisoft                                 | Japan | Vereinigte Staaten | Europa |
| Jimmy Houston’s Bass Tournament U.S.A. (als Jissen Bass Fishing Hisshouhou in USA in Japan) | 1995 | American Sammy                                | American Sammy                          | Japan | Vereinigte Staaten |        |
| Joe & Mac 3: Lost in the Tropics (als Joe & Mac 2: Lost in the Tropics in Nordamerika) (als Tatakae Genshijin 3: Shuyaku wa Yappari Joe & Mac in Japan)                                             | 1994 | Data East                                     | Data East                               | Japan | Vereinigte Staaten | Europa |
| Joe & Mac: Caveman Ninja (als Joe & Mac in Nordamerika) (als Joe & Mac: Tatakae Genshijin in Japan)                                                                                                 | 1992 | Data East                                     | Data East                               | Japan | Vereinigte Staaten | Europa |
| John Madden Football (als Pro Football in Japan) | 1991 | Park Place Productions                        | EA Sports                               | Japan | Vereinigte Staaten |        |
| John Madden Football ’93 (als Pro Football ’93 in Japan) | 1992 | EA Canada                                     | EA Sports                               | Japan | Vereinigte Staaten | Europa |
| Judge Dredd | 1995 | Probe Entertainment                           | Acclaim Entertainment                   | Japan | Vereinigte Staaten | Europa |
| Jungle Strike (als Jungle Strike: Uketsugareta Kyouki in Japan) | 1995 | Gremlin Interactive                           | Electronic Arts                         | Japan | Vereinigte Staaten | Europa |
| Jurassic Park | 1993 | Ocean Software                                | Ocean Software                          | Japan | Vereinigte Staaten | Europa |
| Jurassic Park 2: The Chaos Continues | 1994 | Ocean Software                                | Ocean Software                          |       | Vereinigte Staaten | Europa |
| Justice League Task Force | 1995 | Blizzard Entertainment / Sunsoft              | Acclaim Entertainment                   | Japan | Vereinigte Staaten | Europa |
| K.H. Rummenigge’s Player Manager (als Kevin Keegan’s Player Manager in Europa) | 1993 | Anco                                          | Imagineer                               |       |                    | Europa |
| Ka-Blooey (als Bombuzal in Japan) | 1992 | Mirrorsoft                                    | Kemco                                   | Japan | Vereinigte Staaten |        |
| Kawasaki Caribbean Challenge | 1993 | Park Place Productions                        | GameTek                                 |       | Vereinigte Staaten |        |
| Kawasaki Superbike Challenge | 1995 | Domark                                        | Time Warner Interactive                 |       | Vereinigte Staaten | Europa |
| Ken Griffey Jr. Presents Major League Baseball | 1994 | Software Creations                            | Nintendo                                |       | Vereinigte Staaten |        |
| Ken Griffey Jr.’s Winning Run | 1996 | Rare                                          | Nintendo                                |       | Vereinigte Staaten |        |
| Kendo Rage (als Makeruna! Makendou in Japan) | 1993 | SETA                                          | SETA                                    | Japan | Vereinigte Staaten |        |
| Kick Off (als Super Kick Off in Japan) | 1993 | Anco                                          | Imagineer                               | Japan |                    | Europa |
| Kick Off 3: European Challenge | 1994 | Anco                                          | Vic Tokai                               |       |                    | Europa |
| Kid Klown in Crazy Chase (als Kid Klown no Crazy Chase in Japan) | 1994 | Kemco                                         | Kemco                                   | Japan | Vereinigte Staaten | Europa |
| Killer Instinct | 1995 | Rare                                          | Nintendo                                |       | Vereinigte Staaten | Europa |
| King Arthur & the Knights of Justice | 1995 | Manley & Associates                           | Enix                                    |       | Vereinigte Staaten |        |
| King Arthur’s World (als Royal Conquest in Japan) | 1993 | Argonaut Software                             | Jaleco                                  | Japan | Vereinigte Staaten | Europa |
| King of Dragons (als The King of Dragons in Japan) | 1994 | Capcom                                        | Capcom                                  | Japan | Vereinigte Staaten | Europa |
| King of the Monsters | 1992 | SNK                                           | Takara                                  | Japan | Vereinigte Staaten | Europa |
| King of the Monsters 2 (als King of the Monsters 2: The Next Thing in Japan) | 1994 | SNK                                           | Takara                                  | Japan | Vereinigte Staaten |        |
| Kirby’s Dream Course (als Kirby Bowl in Japan) | 1995 | HAL Laboratory                                | Nintendo                                | Japan | Vereinigte Staaten | Europa |
| Kirby’s Dream Land 3 (als Hoshi no Kirby 3 in Japan) | 1997 | HAL Laboratory                                | Nintendo                                | Japan | Vereinigte Staaten |        |
| Kirby’s Fun Pak (als Kirby Super Star in Nordamerika) (als Hoshi no Kirby Super Deluxe in Japan) | 1996 | HAL Laboratory                                | Nintendo                                | Japan | Vereinigte Staaten | Europa |
| Kirby’s Ghost Trap (als Kirby’s Avalanche in Nordamerika) (als Super Puyo Puyo in Japan) | 1995 | Compile/HAL Laboratory                        | Nintendo                                | Japan | Vereinigte Staaten | Europa |
| Knights of the Round | 1994 | Capcom                                        | Capcom                                  | Japan | Vereinigte Staaten | Europa |
| Der König der Löwen | 1994 | Virgin Interactive                            | Virgin Interactive                      | Japan | Vereinigte Staaten | Europa |
| Krusty’s Super Fun House (als Krusty World in Japan) | 1992 | Audiogenic                                    | Acclaim Entertainment                   | Japan | Vereinigte Staaten | Europa |
| Kyle Petty’s No Fear Racing (als Circuit USA in Japan) | 1995 | Williams Entertainment                        | Midway Games                            | Japan | Vereinigte Staaten |        |
| Lagoon | 1991 | Zoom Inc.                                     | Kemco                                   | Japan | Vereinigte Staaten | Europa |
| Lamborghini American Challenge | 1991 | Titus Software                                | Titus Software                          |       | Vereinigte Staaten | Europa |
| Last Action Hero | 1993 | Bits Studios                                  | Sony Imagesoft                          |       | Vereinigte Staaten | Europa |
| The Lawnmower Man (als Virtual Wars in Japan) | 1993 | Sales Curve Interactive                       | THQ                                     | Japan | Vereinigte Staaten | Europa |
| Legend | 1994 | Arcade Zone                                   | Seika Corp.                             |       | Vereinigte Staaten | Europa |
| The Legend of the Mystical Ninja (als Ganbare Goemon: Yuki Hime Kyuushutsu Emaki in Japan) | 1992 | Konami                                        | Konami                                  | Japan | Vereinigte Staaten | Europa |
| The Legend of Zelda: A Link to the Past (als Zelda no Densetsu: Kamigami no Triforce in Japan) | 1992 | Nintendo                                      | Nintendo                                | Japan | Vereinigte Staaten | Europa |
| Lemmings | 1992 | Psygnosis                                     | Sunsoft                                 | Japan | Vereinigte Staaten | Europa |
| Lemmings 2: The Tribes | 1994 | Psygnosis                                     | Psygnosis                               | Japan | Vereinigte Staaten | Europa |
| Lester the Unlikely (als Odekake Lester: Lelele no Le in Japan) | 1994 | Visual Concepts                               | DTMC                                    |       | Vereinigte Staaten |        |
| Lethal Enforcers | 1994 | Konami                                        | Konami                                  | Japan | Vereinigte Staaten | Europa |
| Lethal Weapon | 1992 | Ocean Software                                | Ocean Software                          |       | Vereinigte Staaten | Europa |
| Liberty or Death (als Dokuritsu Sensou: Liberty or Death in Japan) | 1994 | Koei                                          | Koei                                    | Japan | Vereinigte Staaten |        |
| Looney Tunes Basketball (als Looney Tunes B-Ball in Nordamerika) | 1995 | Sunsoft                                       | Sunsoft                                 |       | Vereinigte Staaten | Europa |
| Looney Tunes: Road Runner (als Road Runner’s Death Valley Rally in Nordamerika) (als Looney Tunes: Road Runner vs Wile E. Coyote in Japan)                                                          | 1992 | ICOM Simulations                              | Sunsoft                                 | Japan | Vereinigte Staaten | Europa |
| Lord of Darkness (als Super Nobunaga no Yabou: Bushou Fuuunroku in Japan) | 1994 | Koei                                          | Koei                                    | Japan | Vereinigte Staaten |        |
| The Lost Vikings (als Viking no Daimeiwaku in Japan) | 1993 | Silicon & Synapse                             | Interplay Entertainment                 | Japan | Vereinigte Staaten | Europa |
| The Lost Vikings II: Norse by Norsewest (als Lost Vikings 2 in Nordamerika) | 1997 | Blizzard Entertainment                        | Interplay Entertainment                 |       | Vereinigte Staaten | Europa |
| Lothar Matthäus Super Soccer (als Manchester United Championship Soccer in Europa) | 1995 | Krisalis Software                             | Ocean Software                          |       |                    | Europa |
| Lucky Luke | 1997 | Infogrames                                    | Infogrames                              |       |                    | Europa |
| Lufia (als Lufia II: Rise of the Sinistrals in USA) (als Estpolis Denki II in Japan) | 1996 | Neverland                                     | Natsume                                 | Japan | Vereinigte Staaten | Europa |
| Lufia & The Fortress of Doom (Estpolis Denki in Japan) | 1993 | Neverland                                     | Taito                                   | Japan | Vereinigte Staaten |        |
| M.A.C.S. Basic Rifle Marksmanship | 1993 | Sculptured Software                           |                                         |       | Vereinigte Staaten |        |
| Madden NFL ’94 (als NFL Pro Football ’94 in Japan) | 1993 | Visual Concepts                               | Electronic Arts                         | Japan | Vereinigte Staaten | Europa |
| Madden NFL ’95 | 1994 | Visual Concepts                               | Electronic Arts                         |       | Vereinigte Staaten | Europa |
| Madden NFL ’96 | 1995 | Tiburon Entertainment                         | Electronic Arts                         |       | Vereinigte Staaten |        |
| Madden NFL ’97 | 1996 | Tiburon Entertainment                         | Electronic Arts                         |       | Vereinigte Staaten |        |
| Madden NFL ’98 | 1997 | Electronic Arts                               | THQ                                     |       | Vereinigte Staaten |        |
| Magic Boy | 1996 | Empire Software                               | JVC                                     |       | Vereinigte Staaten | Europa |
| Magic Sword | 1992 | Capcom                                        | Capcom                                  | Japan | Vereinigte Staaten | Europa |
| The Magical Quest Starring Mickey Mouse (als Mickey no Magical Adventure in Japan) (als The Magical Quest con Topolino in Italien)                                                                  | 1992 | Capcom                                        | Capcom                                  | Japan | Vereinigte Staaten | Europa |
| Major Title (als The Irem Skins Game in Nordamerika) | 1992 | Irem                                          | Irem                                    | Japan | Vereinigte Staaten | Europa |
| Mario is Missing! | 1993 | The Software Toolworks                        | The Software Toolworks                  |       | Vereinigte Staaten | Europa |
| Mario Paint | 1992 | Nintendo                                      | Nintendo                                | Japan | Vereinigte Staaten | Europa |
| Mario’s Early Years! Fun with Letters | 1994 | The Software Toolworks                        | The Software Toolworks                  |       | Vereinigte Staaten |        |
| Mario’s Early Years: Fun with Numbers | 1994 | The Software Toolworks                        | The Software Toolworks                  |       | Vereinigte Staaten |        |
| Mario’s Early Years: Preschool Fun | 1994 | The Software Toolworks                        | The Software Toolworks                  |       | Vereinigte Staaten |        |
| Mario’s Time Machine | 1993 | The Software Toolworks                        | The Software Toolworks                  |       | Vereinigte Staaten | Europa |
| Mark Davis’ The Fishing Master (als Oomono Black Bass Fishing: Jinzouko Hen in Japan) | 1996 | Natsume                                       | Natsume                                 | Japan | Vereinigte Staaten |        |
| Marko’s Magic Football | 1995 | Domark                                        | Acclaim Entertainment                   |       |                    | Europa |
| Marvel Super Heroes in War of the Gems (als Marvel Super Heroes: War of the Gems in Japan) | 1996 | Capcom                                        | Capcom                                  | Japan | Vereinigte Staaten | Europa |
| Mary Shelley’s Frankenstein | 1994 | Bits Studios                                  | Sony Imagesoft                          |       | Vereinigte Staaten |        |
| The Mask (als Mask in Japan) | 1995 | Black Pearl Software                          | Black Pearl Software                    | Japan | Vereinigte Staaten | Europa |
| Math Blaster: Episode 1 | 1994 | Western Technologies                          | Davidson & Associates                   |       | Vereinigte Staaten |        |
| Mecarobot Golf (als Serizawa Nobuo no Birdie Try in Japan) | 1993 | Tōhō                                          | Tōhō                                    | Japan | Vereinigte Staaten |        |
| MechWarrior (als BattleTech in Japan) | 1993 | Beam Software                                 | Activision                              | Japan | Vereinigte Staaten | Europa |
| MechWarrior 3050 (als BattleTech 3050 in Japan) | 1995 | Tiburon Entertainment                         | Activision                              | Japan | Vereinigte Staaten | Europa |
| Mega Man 7 (als Rockman 7: Shukumei no Taiketsu! in Japan) | 1995 | Capcom                                        | Capcom                                  | Japan | Vereinigte Staaten | Europa |
| Mega Man Soccer (als Rockman’s Soccer in Japan) | 1994 | Capcom                                        | Capcom                                  | Japan | Vereinigte Staaten |        |
| Mega Man X (als Rockman X in Japan) | 1994 | Capcom                                        | Capcom                                  | Japan | Vereinigte Staaten | Europa |
| Mega Man X2 (als Rockman X2 in Japan) | 1995 | Capcom                                        | Capcom                                  | Japan | Vereinigte Staaten | Europa |
| Mega Man X3 (als Rockman X3 in Japan) | 1995 | Capcom                                        | Capcom                                  | Japan | Vereinigte Staaten | Europa |
| Mega-Lo-Mania (als Mega lo Mania: Jikuu Daisenryaku in Japan) | 1991 | Sensible Software                             | Virgin Interactive                      | Japan |                    | Europa |
| Metal Combat: Falcon’s Revenge | 1993 | Intelligent Systems                           | Nintendo                                |       | Vereinigte Staaten | Europa |
| Metal Marines (als Militia in Japan) | 1993 | Namco                                         | Namco                                   | Japan | Vereinigte Staaten | Europa |
| Metal Morph | 1994 | Origin Systems                                | Fujisankei Communications International |       | Vereinigte Staaten |        |
| Metal Warriors | 1995 | LucasArts                                     | Konami                                  |       | Vereinigte Staaten |        |
| Michael Andretti’s Indy Car Challenge | 1994 | Genki                                         | Bullet Proof Software                   | Japan | Vereinigte Staaten |        |
| Michael Jordan: Chaos in the Windy City | 1994 | Electronic Arts                               | Electronic Arts                         |       | Vereinigte Staaten | Europa |
| Mickey Mania (als Mickey Mania: The Timeless Adventures of Mickey Mouse in Nordamerika und Japan)                                                                                                   | 1994 | Traveller’s Tales                             | Sony Imagesoft                          | Japan | Vereinigte Staaten | Europa |
| Mickey’s Ultimate Challenge | 1994 | Designer Software                             | Hi Tech Expressions                     |       | Vereinigte Staaten |        |
| Micro Machines | 1994 | Codemasters                                   | Ocean Software                          |       | Vereinigte Staaten | Europa |
| Micro Machines 2: Turbo Tournament | 1994 | Codemasters                                   | Ocean Software                          |       |                    | Europa |
| Might and Magic II: Gates to Another World | 1993 | New World Computing                           | Elite Systems                           |       |                    | Europa |
| Might and Magic III: Isles of Terra | 1995 | Iguana Entertainment                          | Fujisankei Communications International |       | Vereinigte Staaten |        |
| Mighty Morphin Power Rangers Fighting Edition | 1995 | Bandai                                        | Bandai                                  |       | Vereinigte Staaten | Europa |
| Mighty Morphin Power Rangers: The Movie | 1995 | Bandai                                        | Bandai                                  |       | Vereinigte Staaten | Europa |
| The Miracle Piano Teaching System | 1991 | The Software Toolworks                        | The Software Toolworks                  |       | Vereinigte Staaten |        |
| MLBPA Baseball (als Fighting Baseball in Japan) | 1994 | Visual Concepts                               | EA Sports                               | Japan | Vereinigte Staaten |        |
| Mohawk & Headphone Jack | 1996 | Black Pearl Software                          | THQ                                     |       | Vereinigte Staaten | Europa |
| Monopoly | 1992 | Sculptured Software                           | Parker Brothers                         |       | Vereinigte Staaten |        |
| Mortal Kombat (als Mortal Kombat: Shinken Kourin Densetsu in Japan) | 1993 | Sculptured Software                           | Acclaim Entertainment                   | Japan | Vereinigte Staaten | Europa |
| Mortal Kombat 3 | 1995 | Sculptured Software                           | Williams Entertainment                  |       | Vereinigte Staaten | Europa |
| Mortal Kombat II (als Mortal Kombat II: Kyuukyoku Shinken in Japan) | 1994 | Sculptured Software                           | Acclaim Entertainment                   | Japan | Vereinigte Staaten | Europa |
| Mr. Do! | 1996 | Imagineer                                     | Black Pearl Software                    | Japan | Vereinigte Staaten | Europa |
| Mr. Nutz | 1994 | Ocean Software                                | Ocean Software                          | Japan | Vereinigte Staaten | Europa |
| Ms. Pac-Man | 1996 | Digital Eclipse Software                      | Williams Entertainment                  |       | Vereinigte Staaten | Europa |
| Musya: The Classic Japanese Tale of Horror (als Gousou Jinrai Densetsu: Musha in Japan) | 1992 | Jorudan                                       | SETA                                    |       | Vereinigte Staaten |        |
| Mystic Quest Legend (als Final Fantasy: Mystic Quest in Nordamerika) (als Final Fantasy USA: Mystic Quest in Japan)                                                                                 | 1992 | Square                                        | Square                                  | Japan | Vereinigte Staaten | Europa |
| Natsume Championship Wrestling | 1994 | Natsume                                       | Natsume                                 |       | Vereinigte Staaten |        |
| NBA All-Star Challenge | 1992 | Beam Software                                 | LJN                                     | Japan | Vereinigte Staaten | Europa |
| NBA Give ’n’ Go (als NBA Jikkyou Basket: Winning Dunk in Japan) | 1995 | Konami                                        | Konami                                  | Japan | Vereinigte Staaten | Europa |
| NBA Hang Time | 1996 | Williams Entertainment                        | Midway Games                            |       | Vereinigte Staaten | Europa |
| NBA Jam | 1994 | Iguana Entertainment                          | Acclaim Entertainment                   | Japan | Vereinigte Staaten | Europa |
| NBA Jam: Tournament Edition | 1995 | Iguana Entertainment                          | Acclaim Entertainment                   | Japan | Vereinigte Staaten | Europa |
| NBA Live ’95 | 1994 | Electronic Arts                               | EA Sports                               | Japan | Vereinigte Staaten | Europa |
| NBA Live ’96 | 1995 | Electronic Arts                               | EA Sports                               |       | Vereinigte Staaten | Europa |
| NBA Live ’97 | 1996 | Electronic Arts                               | EA Sports                               |       | Vereinigte Staaten | Europa |
| NBA Live ’98 | 1997 | EA Sports/Tiertex                             | THQ                                     |       | Vereinigte Staaten |        |
| NBA Showdown (als NBA Pro Basketball ’94: Bulls vs Suns in Japan) | 1993 | Electronic Arts                               | EA Sports                               |       | Vereinigte Staaten |        |
| NCAA Final Four Basketball | 1995 | Bitmasters                                    | Mindscape                               |       | Vereinigte Staaten |        |
| NCAA Football | 1994 | The Software Toolworks                        | Mindscape                               |       | Vereinigte Staaten |        |
| New Horizons (als Daikoukai Jidai II in Japan) | 1994 | Koei                                          | Koei                                    | Japan | Vereinigte Staaten |        |
| Newman/Haas IndyCar featuring Nigel Mansell | 1994 | Gremlin Interactive                           | Acclaim Entertainment                   | Japan | Vereinigte Staaten | Europa |
| NFL Football | 1993 | Park Place Productions                        | Konami                                  | Japan | Vereinigte Staaten | Europa |
| NFL Quarterback Club (als NFL Quarterback Club ’95 in Japan) | 1994 | Iguana Entertainment                          | LJN                                     | Japan | Vereinigte Staaten | Europa |
| NFL Quarterback Club ’96 | 1995 | Iguana Entertainment                          | Acclaim Entertainment                   | Japan | Vereinigte Staaten | Europa |
| NHL Hockey ’94 (als NHL ’94 in Nordamerika) (als NHL Pro Hockey ’94 in Japan) | 1993 | Electronic Arts                               | EA Sports                               | Japan | Vereinigte Staaten | Europa |
| NHL ’95 | 1994 | Visual Concepts/High Score Productions        | EA Sports                               |       | Vereinigte Staaten | Europa |
| NHL ’96 | 1995 | High Score Productions/Tiburon Entertainment  | EA Sports                               |       | Vereinigte Staaten | Europa |
| NHL ’97 | 1996 | Black Pearl Software                          | EA Sports                               |       | Vereinigte Staaten | Europa |
| NHL ’98 | 1997 | THQ                                           | EA Sports                               |       | Vereinigte Staaten |        |
| NHLPA Hockey ’93 | 1992 | Electronic Arts                               | EA Sports                               |       | Vereinigte Staaten | Europa |
| Nickelodeon GUTS | 1994 | Viacom New Media                              | Viacom New Media                        |       | Vereinigte Staaten |        |
| Nickelodeon: Aaahh!!! Real Monsters | 1995 | Realtime Associates                           | Viacom New Media                        |       | Vereinigte Staaten | Europa |
| Nigel Mansell’s World Championship Racing (als Nigel Mansell F-1 Challenge in Japan) | 1993 | Gremlin Graphics                              | GameTek                                 | Japan | Vereinigte Staaten | Europa |
| Ninja Gaiden Trilogy (als Ninja Ryuuken Den Tomoe in Japan) | 1995 | Tecmo                                         | Tecmo                                   |       | Vereinigte Staaten |        |
| Ninjawarriors: The New Generation (als Ninjawarriors in Nordamerika) (als The Ninjawarriors Again in Japan)                                                                                         | 1994 | Natsume                                       | Taito                                   | Japan | Vereinigte Staaten | Europa |
| Nintendo Scope 6 (als Super Scope 6 in Nordamerika und Japan) | 1992 | Nintendo                                      | Nintendo                                | Japan | Vereinigte Staaten | Europa |
| No Escape | 1994 | Bits Studios                                  | Sony Imagesoft                          |       | Vereinigte Staaten |        |
| Nobunaga’s Ambition (als Super Nobunaga no Yabou: Zenkoku Ban in Japan) | 1993 | Koei                                          | Koei                                    | Japan | Vereinigte Staaten |        |
| Nolan Ryan’s Baseball (als Super Stadium in Japan) | 1992 | Romstar                                       | Romstar                                 | Japan | Vereinigte Staaten |        |
| Nosferatu | 1995 | SETA                                          | SETA                                    | Japan | Vereinigte Staaten |        |
| Obitus | 1994 | Psygnosis                                     | Bullet Proof Software                   |       | Vereinigte Staaten |        |
| Ogre Battle: March of the Black Queen (als Densetsu no Ogre Battle: The March of the Black Queen in Japan)                                                                                          | 1995 | Quest                                         | Enix                                    | Japan | Vereinigte Staaten |        |
| Olympic Summer Games | 1996 | Black Pearl Software/Tiertex                  | U.S. Gold                               |       | Vereinigte Staaten | Europa |
| On the Ball (als Cameltry in Japan) | 1992 | Taito                                         | Taito                                   | Japan | Vereinigte Staaten | Europa |
| Operation Europe: Path to Victory 1939-45 (als Europe Sensen in Japan) | 1994 | Koei                                          | Koei                                    | Japan | Vereinigte Staaten |        |
| Operation Logic Bomb: The Ultimate Search & Destroy (als Ikari no Yousai in Japan) | 1993 | Jaleco                                        | Jaleco                                  | Japan | Vereinigte Staaten | Europa |
| Operation Starfish | 1993 | Millennium Interactive                        | Electronic Arts                         |       |                    | Europa |
| Operation Thunderbolt | 1994 | Aisystem Tokyo                                | Taito                                   |       | Vereinigte Staaten |        |
| Oscar | 1996 | Flair Software                                | Titus Software                          |       | Vereinigte Staaten | Europa |
| Outlander | 1993 | Mindscape                                     | Mindscape                               |       | Vereinigte Staaten | Europa |
| P.T.O. II: Pacific Theater of Operations (als Teitoku no Ketsudan II in Japan) | 1995 | Koei                                          | Koei                                    | Japan | Vereinigte Staaten |        |
| P.T.O.: Pacific Theater of Operations (als Teitoku no Ketsudan in Japan) | 1993 | Koei                                          | Koei                                    | Japan | Vereinigte Staaten |        |
| Pac-Attack | 1993 | Namco                                         | Namco                                   |       | Vereinigte Staaten | Europa |
| Pac-in-Time | 1995 | Kalisto Entertainment                         | Namco                                   | Japan | Vereinigte Staaten | Europa |
| Pac-Man 2: The New Adventures (als Hello! Pac-Man in Japan) | 1994 | Namco                                         | Namco                                   | Japan | Vereinigte Staaten | Europa |
| Packy and Marlon | 1995 | Wave Quest                                    | Raya Systems                            |       | Vereinigte Staaten |        |
| The Pagemaster | 1994 | Probe Entertainment                           | Fox Interactive                         |       | Vereinigte Staaten | Europa |
| Paladin’s Quest (als Lennus: Kodai Kikai no Kioku in Japan) | 1993 | Asmik Ace Entertainment                       | Enix                                    | Japan | Vereinigte Staaten |        |
| Paperboy 2 | 1991 | Tengen                                        | Mindscape                               |       | Vereinigte Staaten | Europa |
| Parodius (als Parodius Da!: Shinwa kara Owarai e in Japan) | 1992 | Konami                                        | Palcom                                  | Japan |                    | Europa |
| The Peace Keepers (als Rushing Beat Shura in Japan) | 1994 | Jaleco                                        | Jaleco                                  | Japan | Vereinigte Staaten |        |
| PGA European Tour | 1996 | Electronic Arts                               | Black Pearl Software                    |       | Vereinigte Staaten | Europa |
| PGA Tour 96 | 1996 | Electronic Arts                               | Black Pearl Software                    |       | Vereinigte Staaten | Europa |
| PGA Tour Golf | 1992 | Polygames                                     | EA Sports                               | Japan | Vereinigte Staaten | Europa |
| Phalanx (als Phalanx: The Enforce Fighter A-144 in Japan) | 1992 | Kemco                                         | Kemco                                   | Japan | Vereinigte Staaten | Europa |
| Phantom 2040 | 1995 | Viacom New Media                              | Viacom New Media                        |       | Vereinigte Staaten | Europa |
| Pieces (als Jigsaw Party in Japan) | 1994 | Hori Electric                                 | Atlus                                   | Japan | Vereinigte Staaten |        |
| Pierre le Chef Is... Out to Lunch (als Out to Lunch in Nordamerika) | 1993 | Mindscape                                     | Mindscape                               |       | Vereinigte Staaten | Europa |
| Pilotwings | 1991 | Nintendo                                      | Nintendo                                | Japan | Vereinigte Staaten | Europa |
| Pinball Dreams (als Pinball Pinball in Japan) | 1994 | Coconuts Japan                                | GameTek                                 | Japan | Vereinigte Staaten | Europa |
| Pinball Fantasies | 1995 | 21st Century Entertainment                    | GameTek                                 |       | Vereinigte Staaten | Europa |
| Pink Goes to Hollywood (als Pink Panther in Japan) | 1993 | Altron                                        | TecMagik                                | Japan | Vereinigte Staaten | Europa |
| Pinocchio | 1996 | Virgin Interactive                            | Disney Interactive                      | Japan | Vereinigte Staaten | Europa |
| Pirates of Dark Water | 1994 | Sunsoft                                       | Sunsoft                                 |       | Vereinigte Staaten | Europa |
| Pit-Fighter | 1992 | THQ                                           | THQ                                     |       | Vereinigte Staaten | Europa |
| Pitfall: The Mayan Adventure (als Pitfall: Maya no Daibouken in Japan) | 1994 | Activision                                    | Activision                              | Japan | Vereinigte Staaten | Europa |
| Plok (als Plok! in Japan) | 1993 | Software Creations                            | Tradewest                               | Japan | Vereinigte Staaten | Europa |
| Pocky & Rocky (als Kikikai-kai: Nazo no Kuro Manteau in Japan) | 1993 | Natsume                                       | Natsume                                 | Japan | Vereinigte Staaten | Europa |
| Pocky & Rocky 2 (als Kikikai-kai: Tsukiyo Soushi in Japan) | 1994 | Natsume                                       | Natsume                                 | Japan | Vereinigte Staaten | Europa |
| Populous | 1991 | Bullfrog Productions                          | Acclaim Entertainment                   | Japan | Vereinigte Staaten | Europa |
| Populous II – Trials of the Olympian Gods | 1991 | Bullfrog Productions                          | Imagineer                               | Japan |                    | Europa |
| Pop’n TwinBee | 1992 | Konami                                        | Palcom                                  | Japan |                    | Europa |
| Pop’n TwinBee: Rainbow Bell Adventures | 1994 | Konami                                        | Konami                                  | Japan |                    | Europa |
| Porky Pig’s Haunted Holiday | 1995 | Phoenix Interactive Entertainment             | Acclaim Entertainment                   |       | Vereinigte Staaten | Europa |
| Power Drive | 1994 | U.S. Gold                                     | Rage Software                           |       |                    | Europa |
| Power Instinct (als Gouketsuji Ichizoku in Japan) | 1994 | Atlus                                         | Atlus                                   | Japan | Vereinigte Staaten |        |
| Power Moves (als Power Athlete in Japan) | 1993 | Kaneko                                        | Kaneko                                  | Japan | Vereinigte Staaten |        |
| Power Piggs of the Dark Age | 1996 | Radical Entertainment                         | Titus Software                          |       | Vereinigte Staaten | Europa |
| Power Rangers (als Mighty Morphin Power Rangers in Nordamerika und Japan) | 1995 | Natsume                                       | Bandai                                  | Japan | Vereinigte Staaten | Europa |
| Power Rangers Zeo: Battle Racers | 1996 | Bandai                                        | Bandai                                  |       | Vereinigte Staaten | Europa |
| Powermonger (als PowerMonger: Mashou no Bouryaku in Japan) | 1993 | Bullfrog Productions                          | Imagineer                               | Japan |                    | Europa |
| Prehistorik Man (als P-Man in Japan) | 1996 | Titus Software                                | Titus Software                          | Japan | Vereinigte Staaten | Europa |
| Primal Rage | 1995 | Bitmasters                                    | Time Warner Interactive                 |       | Vereinigte Staaten | Europa |
| Prince of Persia | 1992 | Arsys Software                                | Konami                                  | Japan | Vereinigte Staaten | Europa |
| Prince of Persia 2 | 1996 | Titus Software                                | Titus Software                          |       | Vereinigte Staaten | Europa |
| Pro Quarterback | 1992 | Tradewest                                     | Tradewest                               |       | Vereinigte Staaten |        |
| Pro Sport Hockey (als USA Ice Hockey in Japan) | 1994 | Jaleco                                        | Jaleco                                  | Japan | Vereinigte Staaten |        |
| Push-Over | 1992 | Red Rat Software                              | Ocean Software                          |       | Vereinigte Staaten | Europa |
| Putty Squad | 1994 | System 3                                      | Ocean Software                          |       |                    | Europa |
| Puzzle Bobble: Bust-A-Move (als Bust-A-Move in Nordamerika) (als Puzzle Bobble in Japan) | 1995 | Taito                                         | Taito                                   | Japan | Vereinigte Staaten | Europa |
| Q*bert 3 | 1992 | Realtime Associates                           | NTVIC                                   | Japan | Vereinigte Staaten |        |
| R-Type III (als R-Type III: The Third Lightning in Japan) | 1994 | Irem                                          | Jaleco                                  | Japan | Vereinigte Staaten | Europa |
| Race Drivin’ | 1992 | Argonaut Games                                | THQ                                     |       | Vereinigte Staaten | Europa |
| Radical Psycho Machine Racing (als R.P.M. Racing in Japan) | 1991 | Silicon & Synapse                             | Interplay Entertainment                 | Japan | Vereinigte Staaten |        |
| Radical Rex | 1994 | Laser Beam Entertainment                      | Activision                              |       | Vereinigte Staaten | Europa |
| Raiden Trad (als Raiden Densetsu in Japan) | 1992 | Seibu Kaihatsu/Toei Company/Micronics         | Electro Brain                           | Japan | Vereinigte Staaten |        |
| Rampart | 1992 | Bitmasters                                    | Electronic Arts                         |       | Vereinigte Staaten |        |
| Ranma ½ (als Ranma ½: Bakuretsu Rantou Hen in Japan) | 1993 | Atelier Double                                | DTMC                                    | Japan | Vereinigte Staaten | Europa |
| Rap Jam: Volume One | 1995 | Motown Software                               | Mandingo Entertainment                  |       | Vereinigte Staaten |        |
| Realm | 1996 | Titus Software                                | Titus Software                          |       | Vereinigte Staaten | Europa |
| Relief Pitcher | 1994 | Left Field Productions                        | Left Field Productions                  |       | Vereinigte Staaten |        |
| The Ren & Stimpy Show: Buckaroo$! | 1995 | Imagineering                                  | THQ                                     |       | Vereinigte Staaten |        |
| The Ren & Stimpy Show: Fire Dogs | 1994 | Argonaut Games                                | THQ                                     |       | Vereinigte Staaten |        |
| The Ren & Stimpy Show: Time Warp | 1994 | Sculptured Software                           | THQ                                     |       | Vereinigte Staaten | Europa |
| The Ren & Stimpy Show: Veediots! | 1993 | Gray Matter                                   | THQ                                     |       | Vereinigte Staaten | Europa |
| Revolution X | 1995 | Software Creations                            | Acclaim Entertainment                   | Japan | Vereinigte Staaten | Europa |
| Rex Ronan: Experimental Surgeon | 1994 | Sculptured Software                           | Raya Systems                            |       | Vereinigte Staaten |        |
| Riddick Bowe Boxing (als Chavez in Mexiko) | 1994 | Malibu Interactive                            | Extreme Entertainment Group             | Japan | Vereinigte Staaten |        |
| Rise of the Phoenix (als Kouryuuki in Japan) | 1995 | Koei                                          | Koei                                    | Japan | Vereinigte Staaten |        |
| Rise of the Robots | 1994 | Probe Entertainment                           | Acclaim Entertainment                   | Japan | Vereinigte Staaten | Europa |
| Rival Turf! (als Rushing Beat in Japan) | 1992 | Jaleco                                        | Jaleco                                  | Japan | Vereinigte Staaten | Europa |
| Road Riot 4WD | 1992 | Equilibrium                                   | THQ                                     |       | Vereinigte Staaten | Europa |
| RoboCop 3 | 1992 | Ocean Software                                | Ocean Software                          |       | Vereinigte Staaten | Europa |
| RoboCop versus The Terminator | 1993 | Virgin Interactive                            | Virgin Interactive                      |       | Vereinigte Staaten | Europa |
| Robotrek (als Slap Stick in Japan) | 1994 | Quintet                                       | Enix                                    | Japan | Vereinigte Staaten |        |
| Rock ’n’ Roll Racing | 1993 | Blizzard Entertainment                        | Interplay Entertainment                 | Japan | Vereinigte Staaten | Europa |
| The Rocketeer (als The Rocketeer in Japan) | 1992 | NovaLogic                                     | IGS                                     | Japan | Vereinigte Staaten |        |
| Rocko’s Modern Life: Spunky’s Dangerous Day | 1994 | Viacom New Media                              | Viacom New Media                        |       | Vereinigte Staaten |        |
| Rocky Rodent (als Nitropunks: Might Heads in Japan) | 1993 | Irem                                          | Irem                                    | Japan | Vereinigte Staaten |        |
| Roger Clemens’ MVP Baseball (als MVP Baseball in Japan) | 1992 | Sculptured Software                           | LJN                                     | Japan | Vereinigte Staaten |        |
| Romance of the Three Kingdoms II (als Super Sangokushi II in Japan) | 1992 | Koei                                          | Koei                                    | Japan | Vereinigte Staaten |        |
| Romance of the Three Kingdoms III: Dragon of Destiny (als Sangokushi III in Japan) | 1993 | Koei                                          | Koei                                    | Japan | Vereinigte Staaten |        |
| Romance of the Three Kingdoms IV: Wall of Fire (als Sangokushi IV in Japan) | 1995 | Koei                                          | Koei                                    | Japan | Vereinigte Staaten |        |
| Run Saber | 1993 | Hori Electric                                 | Atlus                                   |       | Vereinigte Staaten | Europa |
| S.O.S: Sink or Swim | 1996 | Zeppelin Games                                | Titus Software                          |       | Vereinigte Staaten | Europa |
| Sailor Moon (als Bishoujo Senshi Sailor Moon in Japan) | 1993 | Angel                                         | Bandai                                  | Japan |                    | Europa |
| Samurai Shodown (als Samurai Spirits in Japan) | 1994 | Takara                                        | Takara                                  | Japan | Vereinigte Staaten | Europa |
| Saturday Night Slam Masters (als Muscle Bomber: The Body Explosion in Japan) | 1994 | Capcom                                        | Capcom                                  | Japan | Vereinigte Staaten | Europa |
| Scooby-Doo Mystery | 1995 | Sunsoft                                       | Acclaim Entertainment                   |       | Vereinigte Staaten |        |
| SeaQuest DSV | 1995 | Sculptured Software                           | Malibu Games                            |       | Vereinigte Staaten | Europa |
| Secret of Evermore | 1995 | Square                                        | Square                                  |       | Vereinigte Staaten | Europa |
| Secret of Mana (als Seiken Densetsu 2 in Japan) | 1993 | Square                                        | Square                                  | Japan | Vereinigte Staaten | Europa |
| Trials of Mana | 1995 | Square                                        | Square                                  | Japan |                    |        |
| Sensible Soccer: European Champions (als International Sensible Soccer: World Champions Limited Edition als Neuauflage) (als Championship Soccer ’94 in Nordamerika)                                | 1994 | Sensible Software                             | Sony Imagesoft                          |       | Vereinigte Staaten | Europa |
| Shadowrun | 1993 | Beam Software                                 | Data East                               | Japan | Vereinigte Staaten | Europa |
| Shanghai II: Dragon’s Eye (als Super Shanghai: Dragon’s Eye in Japan) | 1993 | Hot-B                                         | Activision                              | Japan | Vereinigte Staaten | Europa |
| Shaq Fu | 1994 | Delphine Software International               | Electronic Arts                         |       | Vereinigte Staaten | Europa |
| Shien’s Revenge (als Shien: The Blade Chaser in Japan) | 1994 | Almanic                                       | Vic Tokai                               | Japan | Vereinigte Staaten |        |
| Sid Meier’s Civilization (als Civilization: Sekai Shichi Daibunmei in Japan) | 1995 | MicroProse                                    | Koei                                    | Japan | Vereinigte Staaten |        |
| Side Pocket | 1994 | Iguana Entertainment                          | Data East                               | Japan | Vereinigte Staaten | Europa |
| SimAnt: The Electronic Ant Colony (als SimAnt in Japan) | 1993 | Tomcat System                                 | Maxis Software                          | Japan | Vereinigte Staaten |        |
| SimCity | 1991 | Nintendo/Maxis                                | Nintendo                                | Japan | Vereinigte Staaten | Europa |
| SimCity 2000: The Ultimate City Simulator (als SimCity 2000 in Japan) | 1996 | THQ                                           | Black Pearl Software                    | Japan | Vereinigte Staaten | Europa |
| SimEarth: The Living Planet | 1993 | Tomcat System                                 | FCI                                     | Japan | Vereinigte Staaten |        |
| The Simpsons: Bart’s Nightmare (als The Simpsons: Bart no Fushigi na Yume no Daibouken in Japan) | 1992 | Sculptured Software                           | Acclaim Entertainment                   | Japan | Vereinigte Staaten | Europa |
| Skuljagger: Revolt of the Westicans | 1992 | Realtime Associates                           | American Softworks                      |       | Vereinigte Staaten |        |
| Skyblazer (als Karura Ou in Japan) | 1994 | Ukiyotei                                      | Sony Imagesoft                          | Japan | Vereinigte Staaten | Europa |
| Smart Ball (als Jerry Boy in Japan) | 1992 | Game Freak/System Sacom                       | Sony Imagesoft                          | Japan | Vereinigte Staaten |        |
| Smash Tennis (als Super Family Tennis in Japan) | 1993 | Namco                                         | Virgin Interactive                      | Japan |                    | Europa |
| The Smurfs | 1994 | Infogrames                                    | Infogrames                              |       |                    | Europa |
| The Smurfs Travel The World | 1996 | Infogrames                                    | Infogrames                              |       |                    | Europa |
| Snow White in Happily Ever After | 1994 | Imagitec Design                               | American Softworks                      |       | Vereinigte Staaten |        |
| Soccer Kid (als The Adventures of Kid Kleets in Nordamerika) | 1994 | Krisalis Software                             | Ocean Software                          | Japan | Vereinigte Staaten | Europa |
| Soccer Shootout (als Capcom’s Soccer Shootout in USA) (als J.League Excite Stage ’94 in Japan) | 1994 | Capcom                                        | Capcom                                  | Japan | Vereinigte Staaten | Europa |
| Sonic Blast Man | 1993 | Taito                                         | Taito                                   | Japan | Vereinigte Staaten | Europa |
| Sonic Blast Man II | 1994 | Taito                                         | Taito                                   | Japan | Vereinigte Staaten |        |
| SOS (als Septentrion in Japan) | 1994 | Human Entertainment                           | Vic Tokai                               | Japan | Vereinigte Staaten |        |
| Soul Blazer (als Soul Blader in Japan) | 1992 | Quintet                                       | Enix                                    | Japan | Vereinigte Staaten | Europa |
| Space Ace | 1994 | Entertainment International                   | Absolute Entertainment                  | Japan | Vereinigte Staaten | Europa |
| Space Football: One on One (als Super Linearball in Japan) | 1992 | Bits Studios                                  | Triffix                                 | Japan | Vereinigte Staaten |        |
| Space Invaders (als Space Invaders: The Original Game in Japan) | 1996 | Taito                                         | Nintendo                                | Japan | Vereinigte Staaten | Europa |
| Spanky’s Quest (als Hansei Zaru Jiro-kun no Daibouken in Japan) | 1992 | Natsume                                       | Natsume                                 | Japan | Vereinigte Staaten | Europa |
| Sparkster | 1994 | Konami                                        | Konami                                  | Japan | Vereinigte Staaten | Europa |
| Spectre | 1994 | Synergistic Software                          | Cybersoft                               |       | Vereinigte Staaten | Europa |
| Speed Racer in My Most Dangerous Adventures | 1994 | Radical Entertainment                         | Accolade                                |       | Vereinigte Staaten |        |
| Speedy Gonzales: Los Gatos Bandidos | 1995 | Sunsoft                                       | Sunsoft                                 |       | Vereinigte Staaten |        |
| Spider-Man | 1995 | Western Tech                                  | Acclaim Entertainment                   |       | Vereinigte Staaten | Europa |
| Spider-Man and Venom: Maximum Carnage | 1994 | Software Creations                            | Acclaim Entertainment                   |       | Vereinigte Staaten | Europa |
| Spider-Man and X-Men: Arcade’s Revenge | 1992 | Software Creations                            | LJN                                     |       | Vereinigte Staaten | Europa |
| Spindizzy Worlds | 1993 | ASCII Entertainment                           | ASCII Entertainment                     | Japan | Vereinigte Staaten | Europa |
| Spirou | 1995 | Infogrames                                    | Infogrames                              |       |                    | Europa |
| The Sporting News Baseball | 1995 | Hudson Soft                                   | Hudson Soft                             |       | Vereinigte Staaten |        |
| Sports Illustrated Championship Football & Baseball | 1994 |                                               | Malibu Games                            |       | Vereinigte Staaten |        |
| Star Trek: Deep Space Nine: The Crossroads of Time | 1995 | Novotrade                                     | Playmates                               |       | Vereinigte Staaten | Europa |
| Star Trek: Starfleet Academy Starship Bridge Simulator | 1994 | Paramount Interactive                         | Interplay Entertainment                 |       | Vereinigte Staaten | Europa |
| Star Trek: The Next Generation: Future’s Past (als Shin Star Trek: Ooinaru Isan IFD no Nazo o Oe in Japan)                                                                                          | 1994 | Spectrum Holobyte                             | Spectrum Holobyte                       | Japan | Vereinigte Staaten | Europa |
| Stargate | 1995 | Probe Entertainment                           | Acclaim Entertainment                   | Japan | Vereinigte Staaten | Europa |
| Starwing (als Star Fox in Nordamerika und Japan) | 1993 | Nintendo/Argonaut Software                    | Nintendo                                | Japan | Vereinigte Staaten | Europa |
| Steel Talons | 1993 | Panoramic                                     | Left Field Productions                  |       | Vereinigte Staaten |        |
| Sterling Sharpe: End 2 End | 1995 | Jaleco                                        | Jaleco                                  |       | Vereinigte Staaten |        |
| Stone Protectors | 1994 | Eurocom                                       | Kemco                                   | Japan | Vereinigte Staaten |        |
| Street Combat (als Ranma ½: Chounai Gekitou Hen in Japan) | 1993 | Irem                                          | Irem                                    | Japan | Vereinigte Staaten |        |
| Street Fighter Alpha 2 (als Street Fighter Zero 2 in Japan) | 1996 | Capcom                                        | Nintendo                                | Japan | Vereinigte Staaten | Europa |
| Street Fighter II | 1992 | Capcom                                        | Capcom                                  | Japan | Vereinigte Staaten | Europa |
| Street Fighter II Turbo | 1993 | Capcom                                        | Capcom                                  | Japan | Vereinigte Staaten | Europa |
| Street Racer | 1994 | Vivid Image                                   | Ubisoft                                 | Japan | Vereinigte Staaten | Europa |
| Street Sports: Jammit | 1994 | GTE Interactive Media                         | GTE Interactive Media                   |       | Vereinigte Staaten |        |
| Street Sports: Street Hockey ’95 | 1994 | GTE Interactive Media                         | GTE Interactive Media                   |       | Vereinigte Staaten |        |
| Striker (als World Soccer ’94: Road to Glory in Nordamerika) (als World Soccer in Japan) (als Eric Cantona Football Challenge in Frankreich)                                                        | 1992 | Rage Software                                 | Elite                                   | Japan | Vereinigte Staaten | Europa |
| Stunt Race FX (als Wild Trax in Japan) | 1994 | Nintendo/Argonaut Games                       | Nintendo                                | Japan | Vereinigte Staaten | Europa |
| Sunset Riders | 1993 | Konami                                        | Konami                                  |       | Vereinigte Staaten | Europa |
| Super 3D Noah’s Ark | 1994 | Wisdom Tree                                   | Wisdom Tree                             |       | Vereinigte Staaten |        |
| Super Adventure Island (als Takahashi Meijin no Daibouken-jima in Japan) | 1992 | Hudson Soft                                   | Hudson Soft                             | Japan | Vereinigte Staaten | Europa |
| Super Adventure Island II (als Takahashi Meijin no Daibouken-jima II in Japan) | 1994 | Hudson Soft                                   | Hudson Soft                             | Japan | Vereinigte Staaten | Europa |
| Super Air Diver (als Lock On in Nordamerika) | 1993 | Vic Tokai                                     | Vic Tokai                               | Japan | Vereinigte Staaten | Europa |
| Super Aleste (als Space Megaforce in Nordamerika) | 1992 | Compile                                       | Tōhō                                    | Japan | Vereinigte Staaten | Europa |
| Super B.C. Kid (als Super Bonk in Nordamerika) (als Super Genjin in Japan) | 1994 | Hudson Soft                                   | Hudson Soft                             | Japan | Vereinigte Staaten | Europa |
| Super Baseball Simulator 1.000 (als Super Ultra Baseball in Japan) | 1991 | Culture Brain                                 | Culture Brain                           | Japan | Vereinigte Staaten |        |
| Super Bases Loaded (als Super Professional Baseball in Japan) | 1991 | Jaleco                                        | Jaleco                                  | Japan | Vereinigte Staaten |        |
| Super Bases Loaded 2 (als Super 3D Baseball in Japan) (als Hanguk Pro Yagu in Korea) | 1994 | Jaleco                                        | Jaleco                                  | Japan | Vereinigte Staaten |        |
| Super Bases Loaded 3: License to Steal (als Super Moero!! Pro Yakyuu in Japan) | 1995 | Jaleco                                        | Jaleco                                  | Japan | Vereinigte Staaten |        |
| Super Batter Up (als Super Famista in Japan) | 1992 | Namco                                         | Namco                                   | Japan | Vereinigte Staaten |        |
| Super Battleship | 1993 | World Builders Synergistic                    | Mindscape                               |       | Vereinigte Staaten | Europa |
| Super Battletank 2 | 1994 | Absolute Entertainment                        | Absolute Entertainment                  | Japan | Vereinigte Staaten | Europa |
| Super Black Bass | 1993 | Starfish                                      | Hot-B                                   | Japan | Vereinigte Staaten |        |
| Super Bomberman (als Super Bomber Man in Japan) | 1993 | Hudson Soft                                   | Hudson Soft                             | Japan | Vereinigte Staaten | Europa |
| Super Bomberman 2 (als Super Bomber Man 2 in Japan) | 1994 | Hudson Soft                                   | Hudson Soft                             | Japan | Vereinigte Staaten | Europa |
| Super Bomberman 3 (als Super Bomber Man 3 in Japan) | 1995 | Hudson Soft                                   | Hudson Soft                             | Japan |                    | Europa |
| Super Bowling | 1992 | Athena                                        | Technos                                 | Japan | Vereinigte Staaten |        |
| Super Caesars Palace (als Super Casino: Caesars Palace in Japan) | 1993 | Illusion Softworks                            | Virgin Interactive                      | Japan | Vereinigte Staaten |        |
| Super Castlevania IV (als Akumajou Dracula in Japan) | 1991 | Konami                                        | Konami                                  | Japan | Vereinigte Staaten | Europa |
| Super Chase H.Q. (als Super H.Q.: Criminal Chaser in Japan) | 1993 | Taito                                         | Taito                                   | Japan | Vereinigte Staaten | Europa |
| Super Conflict | 1993 | Vic Tokai                                     | Vic Tokai                               |       | Vereinigte Staaten | Europa |
| Super Dany | 1998 | Cryo Interactive                              | Virgin Interactive                      |       |                    | Europa |
| Super Double Dragon (als Return of Double Dragon in Japan) | 1992 | Technos                                       | Tradewest                               | Japan | Vereinigte Staaten | Europa |
| Super Ghouls ’n’ Ghosts (als Chou Makai Mura in Japan) | 1991 | Capcom                                        | Capcom                                  | Japan | Vereinigte Staaten | Europa |
| Super Goal! (als Goal! in Nordamerika) (als Super Cup Soccer in Japan) | 1992 | Tose                                          | Jaleco                                  | Japan | Vereinigte Staaten | Europa |
| Super Goal! 2 (als Takeda Nobuhiro no Super Cup Soccer in Japan) | 1994 | Jaleco                                        | Jaleco                                  | Japan | Vereinigte Staaten |        |
| Super Godzilla | 1993 | Tōhō                                          | Tōhō                                    | Japan | Vereinigte Staaten |        |
| Super High Impact | 1993 | Iguana Entertainment                          | Acclaim Entertainment                   | Japan | Vereinigte Staaten |        |
| Super Hockey (als NHL Stanley Cup in Nordamerika) | 1993 | Sculptured Software                           | Nintendo                                |       | Vereinigte Staaten | Europa |
| Super Ice Hockey (als Super Hockey ’94 in Japan) | 1994 | Sunsoft                                       | Sunsoft                                 | Japan |                    | Europa |
| Super International Cricket | 1994 | Beam Software                                 | Nintendo                                |       |                    | Europa |
| Super James Pond II (als Super James Pond in Nordamerika) | 1993 | American Softworks                            | American Softworks                      | Japan | Vereinigte Staaten | Europa |
| Super Mario All-Stars (als Super Mario Collection in Japan) | 1993 | Nintendo                                      | Nintendo                                | Japan | Vereinigte Staaten | Europa |
| Super Mario Kart | 1992 | Nintendo                                      | Nintendo                                | Japan | Vereinigte Staaten | Europa |
| Super Mario RPG: Legend of the Seven Stars (als Super Mario RPG in Japan) | 1996 | Square                                        | Nintendo                                | Japan | Vereinigte Staaten |        |
| Super Mario World (als Super Mario World: Super Mario Bros. 4 in Japan) | 1991 | Nintendo                                      | Nintendo                                | Japan | Vereinigte Staaten | Europa |
| Super Mario World 2: Yoshi’s Island (als Super Mario: Yossy Island in Japan) | 1995 | Nintendo                                      | Nintendo                                | Japan | Vereinigte Staaten | Europa |
| Super Metroid | 1994 | Nintendo                                      | Nintendo                                | Japan | Vereinigte Staaten | Europa |
| Super Morph | 1993 | Millennium Interactive                        | Sony Imagesoft                          |       |                    | Europa |
| Super Ninja Boy (als Super Chinese World in Japan) | 1993 | Culture Brain                                 | Culture Brain                           | Japan | Vereinigte Staaten |        |
| Super Nova (als Darius Force in Japan) | 1993 | Taito                                         | Taito                                   | Japan | Vereinigte Staaten |        |
| Super Off Road | 1991 | Software Creations                            | Tradewest                               | Japan | Vereinigte Staaten | Europa |
| Super Off Road: The Baja (als Super 4WD: The Baja in Japan) | 1993 | Software Creations                            | Tradewest                               | Japan | Vereinigte Staaten |        |
| Super Pang (als Super Buster Bros. in Nordamerika) | 1992 | Capcom                                        | Capcom                                  | Japan | Vereinigte Staaten | Europa |
| Super Pinball: Behind the Mask | 1994 | KaZe/Meldac                                   | American Technos                        | Japan | Vereinigte Staaten | Europa |
| Super Play Action Football | 1992 | Nintendo                                      | Nintendo                                |       | Vereinigte Staaten |        |
| Super Probotector: Alien Rebels (als Contra III: The Alien Wars in Nordamerika) (als Contra Spirits in Japan)                                                                                       | 1992 | Konami                                        | Konami                                  | Japan | Vereinigte Staaten | Europa |
| Super Punch-Out!! | 1994 | Nintendo                                      | Nintendo                                |       | Vereinigte Staaten | Europa |
| Super Putty (als Putty Moon in Japan) | 1993 | System 3                                      | U.S. Gold                               | Japan | Vereinigte Staaten | Europa |
| Super R-Type | 1991 | Irem                                          | Irem                                    | Japan | Vereinigte Staaten | Europa |
| Super R.B.I. Baseball | 1995 | Gray Matter                                   | Time Warner Interactive                 |       | Vereinigte Staaten |        |
| Super Slam Dunk (als Magic Johnson no Super Slam Dunk in Japan) | 1993 | Virgin Interactive                            | Virgin Interactive                      | Japan | Vereinigte Staaten |        |
| Super Slap Shot | 1993 | Ringler Studios                               | Virgin Interactive                      | Japan | Vereinigte Staaten |        |
| Super Smash T.V. (als Smash T.V. in Japan) | 1992 | Beam Software                                 | Acclaim Entertainment                   | Japan | Vereinigte Staaten | Europa |
| Super Soccer (als Super Formation Soccer in Japan) | 1992 | Human Entertainment                           | Nintendo                                | Japan | Vereinigte Staaten | Europa |
| Super Solitaire (als Trump Island in Japan) | 1994 | Extreme Entertainment Group                   | Extreme Entertainment Group             | Japan | Vereinigte Staaten |        |
| Super Star Wars | 1992 | Sculptured Software/Lucas Arts                | JVC                                     | Japan | Vereinigte Staaten | Europa |
| Super Star Wars: Return of the Jedi (als Super Star Wars: Jedi no Fukushuu in Japan) | 1994 | Sculptured Software                           | Lucas Arts/JVC                          | Japan | Vereinigte Staaten | Europa |
| Super Star Wars: The Empire Strikes Back (als Super Star Wars: Teikoku no Gyakushuu in Japan) | 1993 | Sculptured Software                           | Lucasarts/JVC                           |       | Vereinigte Staaten | Europa |
| Super Street Fighter II (als Super Street Fighter II: The New Challengers in Japan) | 1994 | Capcom                                        | Capcom                                  | Japan | Vereinigte Staaten | Europa |
| Super Strike Eagle (als F-15 Super Strike Eagle in Japan) | 1993 | MicroProse                                    | MicroProse                              | Japan | Vereinigte Staaten | Europa |
| Super Strike Gunner (als Strike Gunner S.T.G in Nordamerika und Japan) | 1992 | Athena                                        | NTVIC                                   | Japan | Vereinigte Staaten | Europa |
| Super SWIV (als Firepower 2000 in Nordamerika) | 1992 | Sales Curve Interactive                       | Sunsoft                                 | Japan | Vereinigte Staaten | Europa |
| Super Tennis (als Super Tennis: World Circuit in Japan) | 1991 | Tokyo Shoseki                                 | Nintendo                                | Japan | Vereinigte Staaten | Europa |
| Super Troll Islands (als Super Troll Islands: Shiawase o Ageru in Japan) | 1994 | Kemco                                         | American Softworks                      | Japan | Vereinigte Staaten | Europa |
| Super Turrican | 1993 | Factor 5                                      | Seika Corp.                             | Japan | Vereinigte Staaten | Europa |
| Super Turrican 2 | 1995 | Factor 5                                      | Ocean Software                          |       | Vereinigte Staaten | Europa |
| Super Valis IV (als Super Valis: Akaki Tsuki no Otome in Japan) | 1993 | Telenet Japan                                 | Atlus                                   | Japan | Vereinigte Staaten |        |
| Super Widget | 1993 | Atlus                                         | Atlus                                   |       | Vereinigte Staaten | Europa |
| Suzuka 8 Hours | 1994 | Namco                                         | Namco                                   | Japan | Vereinigte Staaten |        |
| SWAT Kats: The Radical Squadron | 1995 | Hudson Soft                                   | Hudson Soft                             |       | Vereinigte Staaten |        |
| Syndicate | 1995 | Bullfrog Productions                          | Ocean Software                          | Japan | Vereinigte Staaten | Europa |
| Syvalion | 1992 | Taito                                         | Toshiba EMI                             | Japan |                    | Europa |
| T2: The Arcade Game | 1994 | Probe Entertainment                           | Acclaim Entertainment                   | Japan | Vereinigte Staaten | Europa |
| Taz-Mania | 1993 | Visual Concepts                               | Sunsoft                                 |       | Vereinigte Staaten | Europa |
| Tecmo Secret of the Stars (als Aqutallion in Japan) | 1995 | Tecmo                                         | Tecmo                                   | Japan | Vereinigte Staaten |        |
| Tecmo Super Baseball | 1994 | Tecmo                                         | Tecmo                                   | Japan | Vereinigte Staaten |        |
| Tecmo Super Bowl | 1993 | Tecmo                                         | Tecmo                                   | Japan | Vereinigte Staaten |        |
| Tecmo Super Bowl II: Special Edition | 1995 | Tecmo                                         | Tecmo                                   | Japan | Vereinigte Staaten |        |
| Tecmo Super Bowl III: Final Edition | 1995 | Tecmo                                         | Tecmo                                   | Japan | Vereinigte Staaten |        |
| Tecmo Super NBA Basketball | 1995 | Tecmo                                         | Tecmo                                   | Japan | Vereinigte Staaten | Europa |
| Teenage Mutant Hero Turtles IV: Turtles in Time (als Teenage Mutant Ninja Turtles IV: Turtles in Time in Nordamerika und Australien) (als Teenage Mutant Ninja Turtles: Turtles in Time in Japan)   | 1992 | Konami                                        | Konami                                  | Japan | Vereinigte Staaten | Europa |
| Teenage Mutant Hero Turtles: Tournament Fighters (als Teenage Mutant Ninja Turtles: Tournament Fighters in Nordamerika und Australien) (als Teenage Mutant Ninja Turtles: Mutant Warriors in Japan) | 1993 | Konami                                        | Konami                                  | Japan | Vereinigte Staaten | Europa |
| The Terminator | 1993 | Mindscape                                     | Mindscape                               |       | Vereinigte Staaten | Europa |
| Terminator 2: Judgment Day | 1993 | Bits Studios                                  | LJN                                     |       | Vereinigte Staaten | Europa |
| Terranigma (als Tenchi Souzou in Japan) | 1995 | Quintet                                       | Nintendo                                | Japan |                    | Europa |
| Tetris & Dr. Mario | 1994 | Nintendo                                      | Nintendo                                |       | Vereinigte Staaten | Europa |
| Tetris 2 (als Tetris Flash in Japan) | 1994 | Bullet Proof Software                         | Nintendo                                | Japan | Vereinigte Staaten | Europa |
| Tetris Attack (als Panel de Pon in Japan) | 1996 | Intelligent Systems                           | Nintendo                                | Japan | Vereinigte Staaten | Europa |
| Theme Park | 1994 | Bullfrog Productions                          | Electronic Arts                         | Japan |                    | Europa |
| Thomas the Tank Engine & Friends | 1993 | Software Creations                            | THQ                                     |       | Vereinigte Staaten | Europa |
| Thunder Spirits | 1992 | Technosoft                                    | Seika Corp.                             | Japan | Vereinigte Staaten |        |
| The Tick | 1994 | Software Creations                            | Fox Interactive                         |       | Vereinigte Staaten |        |
| Tim und Struppi: Der Sonnentempel (als Tintin: Prisoners of the Sun in Europa) | 1996 | Infogrames                                    | Infogrames                              |       |                    | Europa |
| Time Slip | 1993 | Sales Curve Interactive                       | Vic Tokai                               |       | Vereinigte Staaten | Europa |
| Time Trax | 1994 | Malibu Games                                  | Malibu Games                            |       | Vereinigte Staaten | Europa |
| Timecop | 1995 | Cryo Interactive                              | JVC                                     | Japan | Vereinigte Staaten | Europa |
| Timon & Pumbaa’s Jungle Games | 1996 | Tiertex                                       | THQ                                     |       | Vereinigte Staaten | Europa |
| Tin Star | 1994 | Software Creations                            | Nintendo                                |       | Vereinigte Staaten |        |
| Tintin in Tibet | 1995 | Infogrames                                    | Infogrames                              |       |                    | Europa |
| Tiny Toon Adventures: Buster Busts Loose! (als Tiny Toon Adventures in Japan) | 1993 | Konami                                        | Konami                                  | Japan | Vereinigte Staaten | Europa |
| Tiny Toon Adventures: Wild & Wacky Sports (als Tiny Toon Adventures: Wacky Sports Challenge in Nordamerika) (als Tiny Toon Adventures: Dotabata Daiundoukai in Japan)                               | 1994 | Konami                                        | Konami                                  | Japan | Vereinigte Staaten | Europa |
| TKO Super Championship Boxing (als Kentou Ou World Champion in Japan) | 1992 | Sting Entertainment                           | Sofel                                   | Japan | Vereinigte Staaten | Europa |
| TNN Bass Tournament of Champions (als Larry Nixon’s Super Bass Fishing in Japan) | 1994 | American Softworks                            | American Softworks                      | Japan | Vereinigte Staaten |        |
| Todd McFarlane’s Spawn: The Video Game | 1995 | Ukiyotei                                      | Acclaim Entertainment                   |       | Vereinigte Staaten | Europa |
| Tom and Jerry (als Tom to Jerry in Japan) | 1993 | Riedel Software Productions                   | Hi Tech Expressions                     | Japan | Vereinigte Staaten | Europa |
| Top Gear (als Top Racer in Japan) | 1992 | Gremlin Graphics                              | Kemco                                   | Japan | Vereinigte Staaten | Europa |
| Top Gear 2 (als Top Racer 2 in Japan) | 1993 | Gremlin Graphics                              | Kemco                                   | Japan | Vereinigte Staaten | Europa |
| Top Gear 3000 (als The Planet’s Champ TG 3000 in Japan) | 1995 | Gremlin Interactive                           | Kemco                                   | Japan | Vereinigte Staaten | Europa |
| Total Carnage | 1993 | Black Pearl Software                          | Malibu Games                            |       | Vereinigte Staaten | Europa |
| Toy Story | 1995 | Traveller’s Tales                             | Disney Interactive                      | Japan | Vereinigte Staaten | Europa |
| Toys: Let the Toy Wars Begin! | 1993 | Absolute Entertainment                        | Absolute Entertainment                  |       | Vereinigte Staaten | Europa |
| Troddlers | 1993 | Atod                                          | Seika Corp.                             |       | Vereinigte Staaten | Europa |
| Troy Aikman NFL Football | 1994 | Tradewest                                     | Tradewest                               |       | Vereinigte Staaten | Europa |
| True Golf Classics: Pebble Beach Golf Links (als New 3D Golf Simulation: Pebble Beach no Hatou in Japan)                                                                                            | 1992 | T&E Soft                                      | T&E Soft                                | Japan | Vereinigte Staaten | Europa |
| True Golf Classics: Waialae Country Club (als New 3D Golf Simulation: Waialae no Kiseki in Japan)                                                                                                   | 1991 | T&E Soft                                      | T&E Soft                                | Japan | Vereinigte Staaten |        |
| True Golf: Wicked 18 (als New 3D Golf Simulation: Devil’s Course in Japan) | 1993 | T&E Soft                                      | Bullet Proof Software                   | Japan | Vereinigte Staaten |        |
| True Lies | 1995 | LJN                                           | LJN                                     | Japan | Vereinigte Staaten | Europa |
| Tuff E Nuff (als Dead Dance in Japan) | 1993 | Jaleco                                        | Jaleco                                  | Japan | Vereinigte Staaten | Europa |
| Turn and Burn: No-Fly Zone (als Super Dogfight in Japan) | 1994 | Absolute Entertainment                        | Absolute Entertainment                  | Japan | Vereinigte Staaten | Europa |
| The Twisted Tales of Spike McFang (als Chou Makai Taisen! Dorabocchan in Japan) | 1994 | Red Entertainment                             | Bullet Proof Software                   | Japan | Vereinigte Staaten |        |
| U.N. Squadron (als Area 88 in Japan) | 1991 | Capcom                                        | Capcom                                  | Japan | Vereinigte Staaten | Europa |
| Ultima: Runes of Virtue II (als Ultima Gaiden: Kuro Kishi no Inbou in Japan) | 1994 | Origin Systems                                | FCI                                     | Japan | Vereinigte Staaten |        |
| Ultima: The Black Gate (als Ultima VII: The Black Gate in Japan) | 1994 | Origin Systems                                | FCI                                     | Japan | Vereinigte Staaten |        |
| Ultima: The False Prophet (als Ultima VI: Itsuwari no Yogensha in Japan) | 1994 | Origin Systems                                | FCI                                     | Japan | Vereinigte Staaten |        |
| Ultimate Fighter (als Hiryuu no Ken S: Golden Fighter in Japan) | 1994 | Culture Brain                                 | Culture Brain                           | Japan | Vereinigte Staaten |        |
| Ultimate Mortal Kombat 3 | 1996 | Avalanche Software                            | Midway Games                            |       | Vereinigte Staaten | Europa |
| Ultraman | 1991 | Bandai                                        | Bandai                                  | Japan | Vereinigte Staaten | Europa |
| Uncharted Waters (als Super Daikoukai Jidai in Japan) | 1993 | Koei                                          | Koei                                    | Japan | Vereinigte Staaten |        |
| Unirally (als Uniracers in Nordamerika) | 1994 | DMA Design                                    | Nintendo                                |       | Vereinigte Staaten | Europa |
| The Untouchables | 1994 | Ocean Software                                | Ocean Software                          |       | Vereinigte Staaten |        |
| Urban Strike | 1995 | Granite Bay Software                          | Black Pearl Software                    |       | Vereinigte Staaten | Europa |
| Utopia: The Creation of a Nation (als Utopia in Deutschland und Japan) | 1993 | Gremlin Graphics                              | Jaleco                                  | Japan | Vereinigte Staaten | Europa |
| Val d’Isere Championship (als Tommy Moe’s Winter Extreme: Skiing and Snowboarding in Nordamerika) (als Ski Paradise with Snowboard in Japan)                                                        | 1994 | Loriciel                                      | Electro Brain                           | Japan | Vereinigte Staaten | Europa |
| Vegas Stakes (als Las Vegas Dream in Golden Paradise in Japan) | 1993 | HAL Laboratory                                | Nintendo                                | Japan | Vereinigte Staaten | Europa |
| Venom and Spider-Man: Separation Anxiety | 1995 | Software Creations                            | Acclaim Entertainment                   |       | Vereinigte Staaten | Europa |
| Virtual Bart | 1994 | Sculptured Software                           | Acclaim Entertainment                   | Japan | Vereinigte Staaten | Europa |
| Virtual Soccer (als J.League Super Soccer in Japan) | 1993 | Probe Entertainment                           | Hudson Soft                             | Japan |                    | Europa |
| Vortex | 1994 | Argonaut Games                                | Electro Brain                           | Japan | Vereinigte Staaten | Europa |
| War 2410 | 1995 | Advanced Productions                          | Advanced Productions                    |       | Vereinigte Staaten |        |
| War 3010: The Revolution | 1996 | Advanced Productions                          | Advanced Productions                    |       | Vereinigte Staaten |        |
| Wario’s Woods | 1994 | Nintendo                                      | Nintendo                                |       | Vereinigte Staaten | Europa |
| Warlock | 1995 | Realtime Associates                           | LJN                                     | Japan | Vereinigte Staaten | Europa |
| WarpSpeed | 1992 | Accolade                                      | Accolade                                |       | Vereinigte Staaten | Europa |
| Waterworld | 1995 | Ocean Software                                | Ocean Software                          |       |                    | Europa |
| Wayne Gretzky and the NHLPA All-Stars | 1995 | Time Warner Interactive                       | Time Warner Interactive                 |       | Vereinigte Staaten |        |
| Wayne’s World | 1993 | Gray Matter                                   | THQ                                     |       | Vereinigte Staaten | Europa |
| WCW SuperBrawl Wrestling | 1994 | Beam Software                                 | FCI                                     |       | Vereinigte Staaten |        |
| Weaponlord | 1995 | Visual Concepts                               | Namco                                   |       | Vereinigte Staaten | Europa |
| We’re Back! A Dinosaur’s Story | 1993 | Visual Concepts                               | Hi Tech Expressions                     |       | Vereinigte Staaten | Europa |
| Wheel of Fortune | 1992 | Imagitec Design                               | GameTek                                 |       | Vereinigte Staaten |        |
| Wheel of Fortune Deluxe! | 1994 | Imagitec Design                               | GameTek                                 |       | Vereinigte Staaten |        |
| Where in the World is Carmen Sandiego? | 1993 | Broderbund                                    | Hi Tech Expressions                     |       | Vereinigte Staaten | Europa |
| Where in Time is Carmen Sandiego? | 1993 | Broderbund                                    | Hi Tech Expressions                     |       | Vereinigte Staaten |        |
| Whirlo (als Xandra no Daibouken: Valkyrie to no Deai in Japan) | 1992 | Namco                                         | Namco                                   | Japan |                    | Europa |
| Whizz | 1996 | Flair Software                                | Titus Software                          |       | Vereinigte Staaten | Europa |
| Wild Guns | 1995 | Natsume                                       | Natsume                                 | Japan | Vereinigte Staaten | Europa |
| Wild Snake (als Super Snakey in Japan) | 1994 | Manley & Associates                           | Spectrum Holobyte                       | Japan | Vereinigte Staaten |        |
| Williams Arcade’s Greatest Hits | 1996 | Digital Eclipse Software                      | Midway Games                            |       | Vereinigte Staaten | Europa |
| Wing Commander | 1992 | Origin Systems                                | Mindscape                               | Japan | Vereinigte Staaten | Europa |
| Wing Commander: The Secret Missions | 1993 | Origin Systems                                | Mindscape                               |       | Vereinigte Staaten | Europa |
| Winter Gold | 1996 | Nintendo                                      | Nintendo                                |       |                    | Europa |
| Winter Olympic Games: Lillehammer ’94 | 1994 | U.S. Gold                                     | U.S. Gold                               |       | Vereinigte Staaten | Europa |
| The Wizard of Oz | 1993 | SETA                                          | SETA                                    |       | Vereinigte Staaten |        |
| Wizardry V: Heart of the Maelstrom (als Wizardry V: Saika no Chuushin in Japan) | 1994 | ASCII Entertainment                           | Capcom                                  | Japan | Vereinigte Staaten |        |
| Wolfchild | 1993 | Core Design                                   | Virgin Interactive                      |       | Vereinigte Staaten |        |
| Wolfenstein 3D (als Wolfenstein 3D: The Claw of Eisenfaust in Japan) | 1994 | Imagineer                                     | Imagineer                               | Japan | Vereinigte Staaten | Europa |
| Wolverine: Adamantium Rage (als Wolverine in Japan) | 1994 | Bits Studios                                  | LJN                                     | Japan | Vereinigte Staaten | Europa |
| Wordtris | 1992 | Bullet-Proof Software                         | Spectrum Holobyte                       |       | Vereinigte Staaten |        |
| World Class Rugby | 1993 | Audiogenic                                    | Imagineer                               | Japan |                    | Europa |
| World Cup Striker (als Elite Soccer in Nordamerika) | 1994 | Rage Software                                 | GameTek                                 | Japan | Vereinigte Staaten | Europa |
| World Cup USA ’94 | 1994 | U.S. Gold                                     | U.S. Gold                               | Japan | Vereinigte Staaten | Europa |
| World Heroes | 1993 | SNK/ADK                                       | Sunsoft                                 | Japan | Vereinigte Staaten | Europa |
| World Heroes 2 | 1994 | SNK/ADK                                       | Takara                                  | Japan | Vereinigte Staaten |        |
| World League Basketball (als NCAA Basketball in Nordamerika) (als Super Dunk Shot in Japan) | 1992 | Sculptured Software                           | HAL Laboratory/Nintendo                 | Japan | Vereinigte Staaten | Europa |
| World League Soccer (als Pro Soccer in Japan) | 1992 | ANCO                                          | Mindscape                               | Japan | Vereinigte Staaten |        |
| World Masters Golf | 1995 | Arc Developments                              | Virgin Interactive                      |       |                    | Europa |
| World Soccer (als Tony Meola’s Sidekicks Soccer in Nordamerika) (als Ramos Ruy no World Wide Soccer in Japan) (als Super Copa in Brasilien)                                                         | 1993 | Sculptured Software                           | Electro Brain                           | Japan | Vereinigte Staaten | Europa |
| Worms | 1994 | Team 17                                       | Ocean Software                          |       |                    | Europa |
| WWF RAW | 1994 | Sculptured Software                           | LJN                                     |       | Vereinigte Staaten | Europa |
| WWF Royal Rumble | 1993 | Sculptured Software                           | LJN                                     | Japan | Vereinigte Staaten | Europa |
| WWF Super WrestleMania | 1992 | Acclaim Entertainment                         | LJN                                     | Japan | Vereinigte Staaten | Europa |
| WWF WrestleMania: The Arcade Game | 1995 | Iguana Entertainment                          | Acclaim Entertainment                   | Japan | Vereinigte Staaten | Europa |
| X Zone | 1992 | Kemco                                         | Kemco                                   | Japan | Vereinigte Staaten | Europa |
| X-Kaliber 2097 (als Sword Maniac in Japan) | 1994 | Toshiba Emi                                   | Activision                              | Japan | Vereinigte Staaten | Europa |
| X-Men: Mutant Apocalypse | 1994 | Capcom                                        | Capcom                                  | Japan | Vereinigte Staaten | Europa |
| Xardion (als Choukou Gasshin Xardion in Japan) | 1992 | Asmik Ace Entertainment                       | Asmik Ace Entertainment                 | Japan | Vereinigte Staaten |        |
| Yogi Bear’s Cartoon Capers (als Adventures of Yogi Bear in Nordamerika) (als Yogi Bear in Japan) | 1994 | Blue Turtle                                   | Empire Interactive                      | Japan | Vereinigte Staaten | Europa |
| Yoshi’s Cookie (als Yoshi no Cookie in Japan) | 1993 | Bullet Proof Software                         | Nintendo                                | Japan | Vereinigte Staaten | Europa |
| Yoshi’s Safari (als Yoshi no Road Hunting in Japan) | 1993 | Nintendo                                      | Nintendo                                | Japan | Vereinigte Staaten | Europa |
| Young Merlin | 1994 | Westwood Studios                              | Virgin Interactive                      |       | Vereinigte Staaten | Europa |
| Ys III: Wanderers from Ys | 1992 | Tonkin House                                  | American Sammy                          | Japan | Vereinigte Staaten |        |
| Zero the Kamikaze Squirrel | 1994 | Iguana Entertainment                          | Sunsoft                                 |       | Vereinigte Staaten | Europa |
| Zombies (als Zombies Ate My Neighbors in Nordamerika) | 1993 | LucasArts                                     | Konami                                  |       | Vereinigte Staaten | Europa |
| Zool: Ninja of the Nth Dimension (als Zool no Yume Bouken in Japan) | 1994 | Gremlin Interactive                           | GameTek                                 | Japan | Vereinigte Staaten | Europa |
| Zoop | 1996 | Hookstone                                     | Viacom New Media                        |       | Vereinigte Staaten | Europa |